# Muhammad Ali Jinnah
Esta página contém alguns caracteres especiais e é possível que a impressão não corresponda ao artigo original.

Muhammad Ali Jinnah (nascido Mahomedali Jinnahbhai, pronúncia: /ɑːˈliː/, em urdu:  محمد علی جناح‎, ouvirⓘ; 25 de dezembro de 1876 – 11 de setembro de 1948) foi um advogado, político e fundador do Paquistão. Jinnah serviu como líder da Liga Muçulmana da Índia desde 1913 até a independência do Paquistão em 14 de agosto de 1947 e depois como primeiro governador-geral do Paquistão até sua morte. Ele é reverenciado no Paquistão como Quaid-i-Azam (em urdu:  قائد اعظم‎, "Grande Líder") e Baba-i-Qaum (بابائے قوم‎, "Pai da Nação"). Seu aniversário é considerado um feriado nacional no país.
Nascido na Mansão Wazir em Karachi, Jinnah foi treinado como advogado no Lincoln's Inn, em Londres. Ao retornar à Índia britânica, ele se inscreveu no Tribunal Superior de Bombaim e se interessou pela política nacional, que por fim substituiu sua prática legal. Jinnah destacou-se no Congresso Nacional Indiano nas duas primeiras décadas do século XX. Nestes primeiros anos de sua carreira política, Jinnah defendeu a unidade hindu-muçulmana, ajudando a moldar o Pacto de Lucknow de 1916 entre o Congresso e a Liga Muçulmana da Índia, em que Jinnah também se destacou. Jinnah tornou-se um líder essencial na  Liga de Autogoverno de Toda a Índia e propôs um plano de reforma constitucional de quatorze pontos para salvaguardar os direitos políticos dos muçulmanos. Em 1920, no entanto, Jinnah renunciou ao Congresso quando este concordou em seguir a campanha de satyagraha, que ele considerava anarquia política.
Em 1940, Jinnah passou a acreditar que os muçulmanos do subcontinente indiano deveriam ter seu próprio estado. Naquele ano, a Liga Muçulmana, liderada por Jinnah, aprovou a Resolução de Lahore, exigindo uma nação separada. Durante a Segunda Guerra Mundial, a Liga ganhou força enquanto os líderes do Congresso foram presos e, nas eleições realizadas pouco depois da guerra, ganhou a maioria dos lugares reservados  aos muçulmanos. Por fim, o Congresso e a Liga Muçulmana não conseguiram chegar a uma fórmula de partilha do poder para que o subcontinente se unisse como um único estado, levando todas as partes a concordar com a independência de uma Índia predominantemente hindu e um estado de maioria muçulmana, o Paquistão.
Como primeiro governador-geral do Paquistão, Jinnah trabalhou para estabelecer o governo e as políticas da nova nação e ajudar os milhões de migrantes muçulmanos que haviam migrado da nova Índia para o Paquistão, supervisionando pessoalmente o estabelecimento dos refugiados. Jinnah morreu aos 71 anos em setembro de 1948, pouco mais de um ano após o Paquistão tornar-se independente do Reino Unido. Ele deixou um legado profundo e respeitado no país. Várias universidades e edifícios públicos  no Paquistão possuem o seu nome. De acordo com um seu biógrafo, Stanley Wolpert, ele permanece sendo o maior líder do Paquistão.

## Biografia

### Família e infância
O nome de Jinnah no nascimento foi Mahomedali, e ele nasceu provavelmente em 1876, filho de Jinnahbhai Poonja e sua esposa Mithibai, em um apartamento alugado no segundo andar da Mansão Wazir perto de Karachi, Sindh, na Presidência de Bombaim da Índia britânica, atual Paquistão.
A família de Jinnah era Ismaelita, embora mais tarde Jinnah se tenha convertido aos ensinamentos do xiismo duodecimano. De acordo com Akbar Ahmed, Jinnah ter-se-ia convertido para a seita sunita no início da vida. ̃Após a sua morte, alguns parentes e outras testemunhas alegaram que ele havia se convertido tardiamente ao  sunismo; outros, como sua irmã,  reafirmaram ser xiita; quanto ao próprio Jinnah, rejeitava tais classificações, dizendo-se apenas muçulmano. A sua religião à época de sua morte tem sido  contestada em vários processos judiciais. Stanley Wolpert, o historiador, comenta contudo que a religião nunca desempenhou um papel importante na vida de Jinnah, excepto pelo seu significado político.
Jinnah era de origens ricas, filho de um rico comerciante. Seu pai nasceu de uma família de tecelões têxteis na vila de Paneli no estado principesco de Gondal; sua mãe também era daquela aldeia. Eles se mudaram para Karachi em 1875, tendo se casado antes da partida. Karachi desfrutava então de  uma grande expansão  económica: a abertura do Canal de Suez em 1869 significava  200 milhas náuticas mais próximas da Europa para embarques, do  que Bombaim. Jinnah era o segundo filho; ele tinha três irmãos e três irmãs, incluindo sua irmã mais nova, Fatima Jinnah. Os pais eram falantes nativos do guzerate, e as crianças também falavam kutchi e inglês. Com exceção de Fatima, pouco se sabe sobre seus irmãos, onde se estabeleceram ou se encontraram com seu irmão enquanto ele avançava em suas carreiras jurídica e política.
Quando menino, Jinnah morou por algum tempo em Bombaim com uma tia e pode ter frequentado a Escola Primária Gokal Das Tej, depois estudando na Catedral e Escola John Connon. Em Karachi, ele frequentou a Universidade Sindh Madressatul do Islã (Sindh Madressatul Islam University) e a Escola Secundária Cristã da Sociedade Missionária. Ele ganhou matrícula na Universidade de Bombaim no ensino médio. Seu biógrafo oficial, Hector Bolitho, escrevendo em 1954, entrevistou colegas de infância  e descobriu que o jovem Jinnah desencorajou outras crianças de brincar de jogar berlindes na poeira, pedindo-lhes que se levantassem, mantivessem  suas mãos e roupas limpas e jogassem críquete em vez disso.

### Educação na Inglaterra

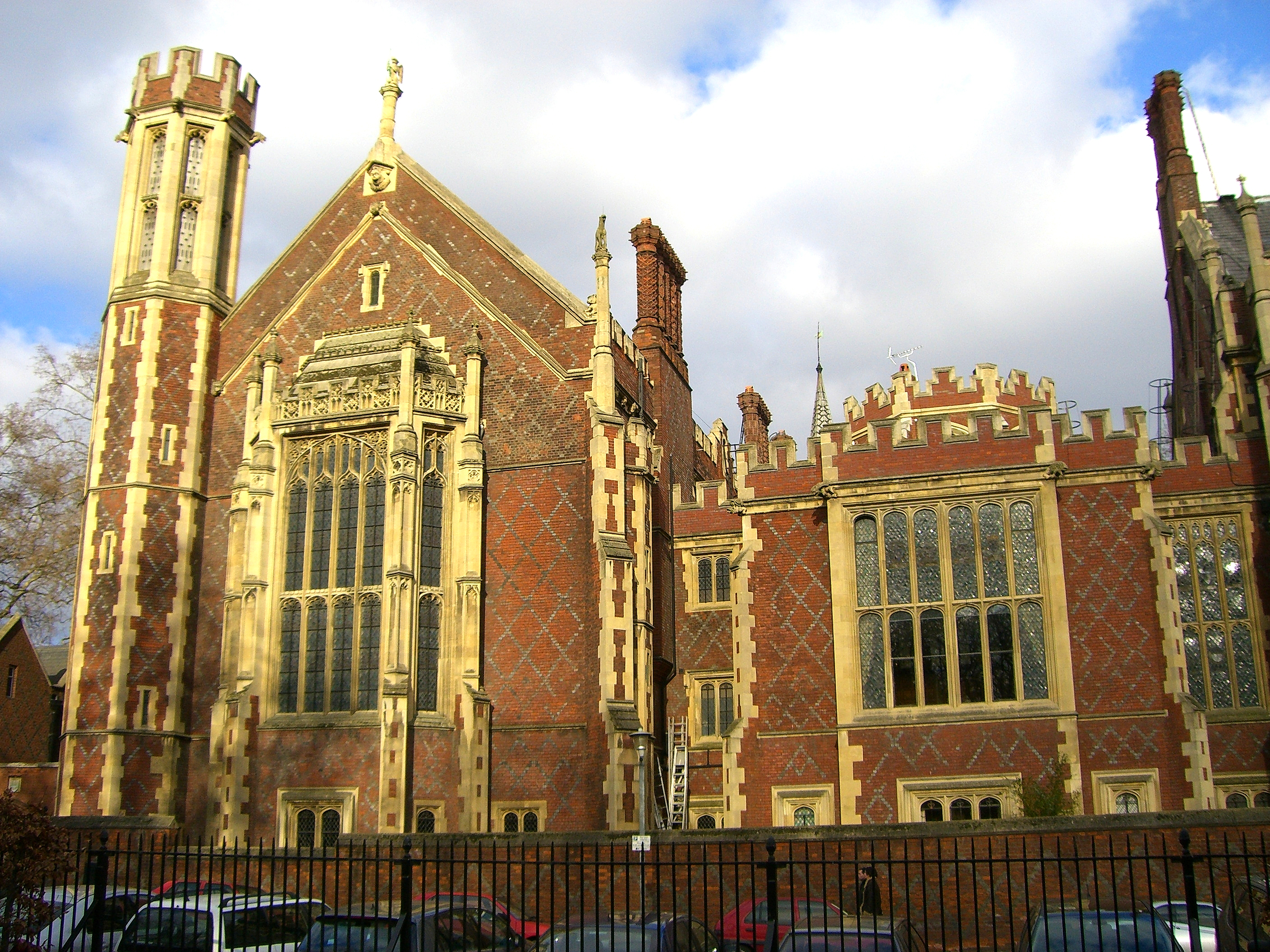
Lincoln's Inn, visto em 2006

Em 1892, Frederick Leigh Croft, um associado de negócios de Jinnahbhai Poonja, ofereceu ao jovem Jinnah um aprendizado em sua firma, Graham's Shipping and Trading Company, em Londres. Ele aceitou o cargo apesar da oposição de sua mãe, que antes de partir, fez com que ele casasse com sua prima, uma jovem então com cerca de catorze anos, Emibai, e que Jinnah nunca vira até ao dia do casamento arranjado.. A mãe e a primeira esposa de Jinnah morreram durante sua ausência na Inglaterra. Embora o aprendizado em Londres tenha sido considerado uma ótima oportunidade para Jinnah, o motivo para enviá-lo para o exterior foi um processo legal contra seu pai, que colocou a propriedade da família em risco de ser levada pelo tribunal. Em 1893, a família Jinnahbhai mudou-se para Bombaim.

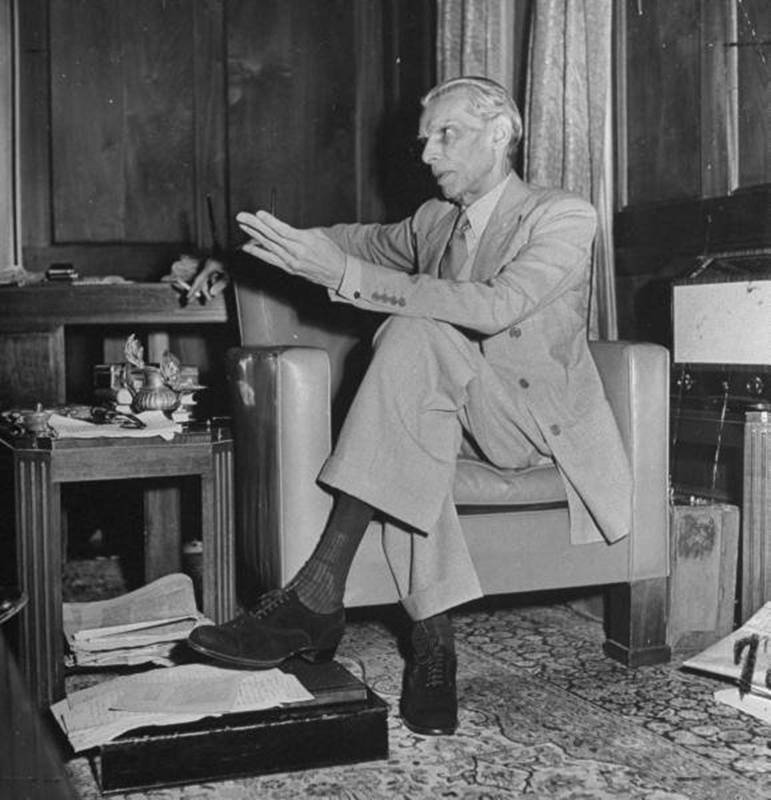
Jinnah, em data incerta antes de 1947

 Pouco depois de sua chegada a Londres, Jinnah desistiu do aprendizado para estudar direito, enfurecendo seu pai, que, antes de sua partida, tinha lhe dado dinheiro suficiente para viver por três anos. O aspirante a  advogado se juntou ao Lincoln's Inn, e teria afirmado que a razão pela qual o escolheu foi que, na entrada principal do Lincoln's Inn, estavam os nomes dos grandes legisladores do mundo, incluindo Maomé. O biógrafo Stanley Wolpert observa que não existiu tal inscrição, mas no seu interior existe um mural que mostra Maomé e outros legisladores, e especula que Jinnah pode ter editado a história em sua própria mente para evitar mencionar uma descrição pictórica que seria ofensiva para muitos muçulmanos. A educação jurídica dele seguiu o sistema de aprendizado pupilar (aprendizagem legal), que havia estado em vigor há séculos. Para ganhar conhecimento da lei, ele seguiu um advogado formado e aprendeu com suas práticas, além de estudar livros de direito. Durante este período, ele abreviou o seu nome para Muhammad Ali Jinnah.
Durante seus anos estudantis na Inglaterra, Jinnah foi influenciado pelo liberalismo britânico do século XIX, como muitos outros futuros líderes da independência indiana. Esta educação política incluiu a exposição à ideia da nação democrática e política progressista. Ele se tornou um admirador dos líderes políticos parses, Dadabhai Naoroji e Pherozeshah Mehta. Naoroji tornou-se o primeiro deputado britânico de origem  indiana pouco antes da chegada de Jinnah, triunfando com a maioria de três votos na Finsbury Central. Jinnah ouviu o primeiro discurso de Naoroji na Câmara dos Comuns da galeria dos visitantes.
O mundo ocidental não só inspirou Jinnah em sua vida política, mas também influenciou muito suas preferências pessoais, particularmente  na maneira de se vestir. Abandonou os trajes locais em favor de roupas de estilo ocidental, e ao longo de sua vida ele sempre preocupou-se em estar impecável em público. Ele chegou a possuir mais de 200 fatos, que ele usava com camisas bem engomadas, de colarinhos destacáveis,  e, como um advogado, se orgulhava de nunca ter usado a mesma gravata de seda duas vezes. Mesmo quando estava morrendo, ele insistiu em se vestir formalmente: "Eu não vou viajar de pijama". Em seus últimos anos, geralmente era visto com um chapéu de  karakul que, posteriormente, passou a ser conhecido como o "chapéu de Jinnah".
Insatisfeito com a lei, Jinnah embarcou brevemente em uma carreira no palco com uma companhia de Shakespeare, mas renunciou depois de receber uma severa carta do seu pai. Mais tarde , confessou ter tido  a secreta ambição de desempenhar o papel de Romeu no Old Vic. Em 1895, aos 19 anos, tornou-se o indiano mais novo a ser chamado à barra em  Inglaterra. Embora tenha voltado para Karachi, ele permaneceu lá pouco tempo antes de se mudar para Bombaim.

## Carreira

### Advocacia

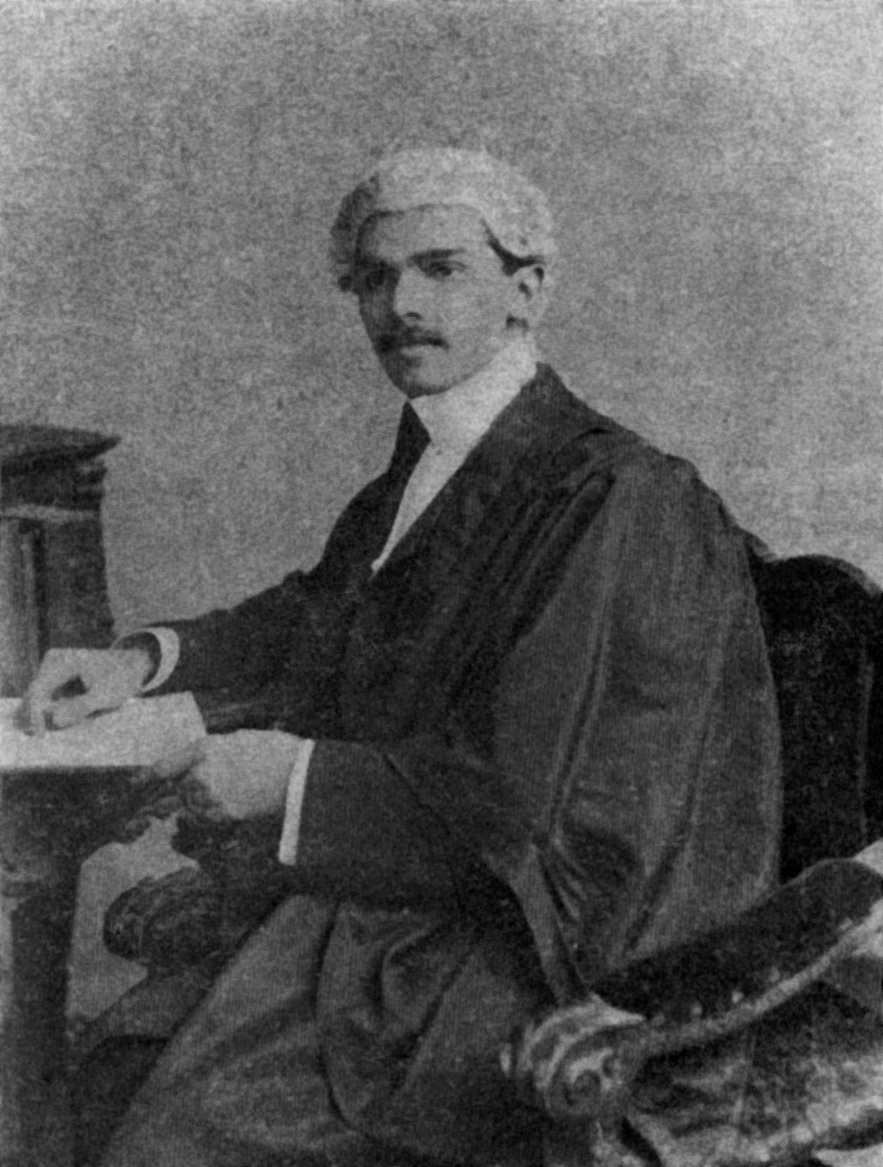
Jinnah como advogado, em 1945.

Aos 20 anos, Jinnah começou sua prática em Bombaim, sendo o único advogado muçulmano da cidade. O inglês tornou-se sua língua principal e permaneceu assim durante toda a vida. Nos seus primeiros três anos , de 1897 a 1900, não conseguiu muitas causas; mas seu primeiro passo para uma carreira bem sucedida ocorreu quando o advogado-geral de Bombaim, John Molesworth MacPherson, convidou Jinnah para trabalhar nos seus escritórios. Em 1900, P.H. Dastoor, um magistrado da Presidência de Bombaim, deixou o cargo temporariamente e Jinnah conseguiu obter a posição provisória. Após seu período de nomeação de seis meses, Jinnah recebeu uma posição permanente com salário de 1 500 rupias por mês. No entanto, ele recusou educadamente a oferta, afirmando que planejava ganhar 1 500 rupias por dia – uma enorme quantia naquela época - o que de facto acabou por suceder. Porém, como governador-geral do Paquistão, o mesmo se recusou a aceitar um grande salário, fixando-o em uma rupia por mês.
Como advogado, Jinnah ganhou fama pela condução competente do "Caso Caucus" de 1908. Esta controvérsia surgiu nas eleições municipais de Bombaim, onde os indianos alegaram terem sido manipuladas por um caucus europeu para manter Sir Pherozeshah Mehta fora do conselho. Jinnah ganhou grande estima de liderar o caso para Pherozeshah, ele mesmo um advogado destacado. Embora Jinnah não ganhasse o caso, ele obteve um bem sucedido registro, tornando-se bem conhecido por sua advocacia e lógica legal. Em 1908, seu inimigo partidário no Congresso Nacional da Índia, Bal Gangadhar Tilak, foi preso por sedição. Antes de ser processado, ele contratou Jinnah na tentativa de garantir sua liberação sob fiança. Jinnah não obteve sucesso, mas conseguiu sua absolvição quando ele foi acusado de sedição novamente em 1916.
Um de seus colegas advogados do Tribunal Superior de Bombaim recordou que "a fé de Jinnah em si mesmo era incrível". Ao ser admoestado por um juizː "Mister Jinnah lembre-se de que você não se está a dirigir a  um magistrado de terceira classe", Jinnah revirou: "Senhor, permita-me avisá-lo de que não se está a dirigir a  um defensor de terceira classe". Outro dos seus colegas advogados o descreveu, dizendo: 
Ele era o que Deus fez dele, um grande defensor. Ele tinha um sexto sentido: ele podia ver os cantos escondidos. Era aí que seus talentos residiam... ele era um pensador muito claro... 

### Sindicalismo
Jinnah também foi um defensor das causas da classe trabalhadora e  um sindicalista ativo.  Ele foi eleito presidente da All India Postal Staff Union em 1925, com cerca de 70 000 filiados. De acordo com a publicação da Federação do Trabalho do Paquistão, "Papel Produtivo dos Sindicatos e Relações Industriais", sendo membro da Assembleia Legislativa, Jinnah defendeu vigorosamente os direitos dos trabalhadores e lutou para conseguir um "salário digno e condições justas" para eles. Ele também desempenhou um papel importante na promulgação da Lei dos Sindicatos de 1926, que deu cobertura legal à organização do movimento sindical.

### Líder em ascensão
Em 1857, muitos indianos haviam se revoltado contra o domínio britânico. No final do conflito, alguns anglo-indianos, bem como indianos que residiam na Grã-Bretanha, pediram um reforço do autogoverno para o subcontinente, resultando na fundação do Congresso Nacional Indiano em 1885. A maioria dos membros fundadores haviam sidos educados na Grã-Bretanha, ou por professores ingleses na India,  e não mostravam estar impacientes  com os mínimos lentos esforços de reforma feitos pelo governo. Os muçulmanos não estavam entusiasmados com os apelos a instituições democráticas na Índia britânica, pois constituíam de um quarto a um terço da população, sendo superados em número pelos hindus. As primeiras reuniões do Congresso continham uma minoria de muçulmanos, principalmente da elite.
Jinnah dedicou muito do seu tempo à prática de advocacia no início dos anos 1900, mas permaneceu politicamente envolvido. Ele começou a vida política ao participar da vigésima reunião anual do Congresso, em dezembro de 1904. Jinnah era membro do grupo moderado, favorecendo a unidade hindu-muçulmana na consecução do governo autônomo e seguindo líderes como Pherozeshah Mehta, Dadabhai  Naoroji, e Gopal Krishna Gokhale. Do lado oposto, líderes, como Bal Gangadhar Tilak e Lala Lajpat Rai buscavam ação rápida para a independência.
Em 1906, uma delegação de líderes muçulmanos chefiada por Aga Khan, assegurou a sua lealdade ao novo vice-rei da Índia, Lord Minto, e solicitou garantias de que em qualquer reforma política estariam protegidos da "pouco amistosa maioria hindu". Insatisfeito com isso, Jinnah escreveu uma carta ao editor do jornal Gujarati, perguntando que direito tinham os membros da delegação de falar em nome dos muçulmanos indianos, visto não terem sido eleitos, mas sim auto-nomeados. Quando muitos dos mesmos líderes se encontraram em Daca em dezembro, para formar a Liga Muçulmana, para advogar pelos interesses de sua comunidade, Jinnah voltou a se opor. Aga Khan escreveu mais tarde que era "estranhamente irônico" que Jinnah, que lideraria a Liga para a independência, "mostrasse amarga hostilidade com tudo o que eu e os meus amigos fizemos (...) Ele disse que nosso princípio de eleitorados separados era dividir a nação contra si mesma". Nos seus primeiros anos, no entanto, a Liga não era influente; Minto recusou-se a considerá-la como representante da comunidade muçulmana, e a Liga foi ineficaz na prevenção da revogação, em 1911, da partição de Bengala, uma ação vista como um golpe para os interesses muçulmanos.
Embora inicialmente Jinnah se opusesse a eleitorados separados para muçulmanos, ele usou esse meio para ganhar seu primeiro cargo eletivo em 1909, como representante muçulmano de Bombaim no Conselho Legislativo Imperial. Ele era um candidato de compromisso enquanto os dois muçulmanos mais velhos e mais conhecidos que estavam buscando o cargo estavam bloqueados. O conselho, que fora ampliado para 60 membros como parte das reformas promulgadas por Minto, recomendava legislação ao vice-rei. Somente funcionários podiam votar no conselho; membros não oficiais, como Jinnah, não tinham direito a voto. Ao longo de sua carreira jurídica, Jinnah praticou o direito sucessório (com muitos clientes da nobreza da Índia) e, em 1911, introduziu a Lei de Validação da Waqf para colocar os fideicomissos muçulmanos em uma base jurídica sólida sob a lei britânica da Índia.   Dois anos depois, a medida passou, sendo o primeiro ato patrocinado por não oficiais  aprovado em conselho e promulgado pelo vice-rei. Jinnah também foi nomeado para um comitê que ajudou a estabelecer a Academia Militar Indiana em Dehradun.
Em dezembro de 1912, Jinnah dirigiu-se à reunião anual da Liga Muçulmana, embora ele ainda não fosse membro; só o foi no ano seguinte, embora permanecesse também membro do Congresso, e enfatizou que a adesão à Liga era uma  segunda prioridade em relação à "maior causa nacional", a de uma Índia independente. Em abril de 1913, Jinnah novamente  foi para a Grã-Bretanha, com Gokhale, para se encontrar com autoridades em nome do Congresso. Gokhale, um hindu, declarou mais tarde que Jinnah "tem pensamentos rectos, e que a  liberdade de todo o preconceito sectário o tornará o melhor embaixador da unidade Hindu-Muçulmana". Jinnah liderou outra delegação em 1914 na capital inglesa, mas, devido ao início da Primeira Guerra Mundial, as autoridades pouco se interessaram pelas reformas indianas. Por coincidência, ele estava na Grã-Bretanha ao mesmo tempo que um homem que se tornaria um grande rival político seu, Mohandas Gandhi, um advogado hindu que se tornara bem conhecido por defender a satyagraha, a resistência não violenta, na África do Sul. Jinnah participou de uma recepção a Gandhi e voltou para a Índia em janeiro de 1915.

### Rompimento com o Congresso
O grupo moderado  de Jinnah no Congresso foi prejudicado pelas mortes de Mehta e Gokhale em 1915; ele ficou mais isolado ainda pelo fato de que Naoroji estava em Londres, onde permaneceu até sua morte em 1917. No entanto, Jinnah trabalhou para reunir o Congresso e a Liga. Em 1916, agora como presidente da Liga Muçulmana, as duas organizações assinaram o Pacto de Lucknow, estabelecendo cotas para as representações muçulmana e hindu nas várias províncias. Embora o pacto nunca tenha sido totalmente implementado, sua assinatura inaugurou um período de cooperação entre o Congresso e a Liga.
Durante a guerra, Jinnah se juntou a outros moderados indianos ao apoiar os esforços britânicos, na esperança de que os indianos fossem recompensados com liberdades políticas. Jinnah desempenhou um papel importante na fundação da Liga de Autogoverno de Toda a Índia em 1916. Junto com os líderes políticos Annie Besant e Tilak, Jinnah exigiu "governo local" para a Índia — o status de um domínio autônomo no Império, similar ao Canadá, Nova Zelândia e Austrália, embora, com a guerra, os políticos da Grã-Bretanha não estivessem interessados em considerar a reforma constitucional indiana. O ministro do gabinete britânico, Edwin Montagu, recordou Jinnah em suas memórias: "jovem, perfeitamente educado, impressionante, armado até os dentes com dialéticas e insistente em todo o seu esquema".

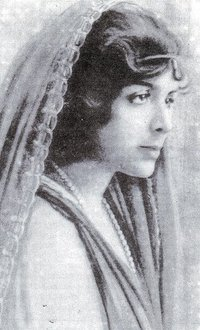
Rattanbai Petit, segunda esposa de Jinnah

 Em 1918, Jinnah casou-se com sua segunda esposa, Rattanbai Petit ("Ruttie"), 24 anos mais nova do que ele. Ela era a jovem e elegante filha do seu amigo Dinshaw Petit e fazia parte duma rica família da élite Parsi, de Bombaim.  Houve uma grande oposição ao casamento por parte da família e da comunidade Parsi, bem como de alguns líderes religiosos muçulmanos. Rattanbai desafiou sua família e nominalmente se converteu ao islamismo, adotando (embora nunca usando) o nome de Maryam Jinnah, resultando em um distanciamento permanente de sua família e da sociedade Parsi. O casal residia na Mansão South Court, em Bombaim, e frequentemente viajava pela Índia e pela Europa. A única filha do casal, Dina Wadia, nasceu em 15 de agosto de 1919. O casal se separou antes da morte de Ruttie em 1929 e, posteriormente, a irmã de Jinnah, Fatima, cuidou dele e de sua filha.
As relações entre indianos e britânicos ficaram tensas em 1919, quando o Conselho Legislativo Imperial estendeu as restrições de emergência em tempos de guerra às liberdades civis; Jinnah demitiu-se quando isso aconteceu. Houve distúrbios em toda a  Índia, que pioraram após o massacre de Jallianwala Bagh em Amritsar, em que tropas britânicas dispararam contra um protesto, matando centenas de pessoas. Na sequência de Amritsar, Gandhi, que voltou para a Índia e se tornou um líder amplamente respeitado e influente no Congresso, apelou à satyagraha contra os britânicos. A proposta de Gandhi ganhou amplo apoio hindu e também atraiu muitos muçulmanos do Movimento do Califado. Estes muçulmanos, apoiados por Gandhi, procuravam  manter o Califado Otomano, que fornecia liderança espiritual a muitos muçulmanos. O califa era o Imperador Otomano, que seria privado de ambos os títulos após ser derrotado na Primeira Guerra Mundial. Gandhi alcançou uma popularidade considerável entre os muçulmanos por causa de seu trabalho durante a guerra em nome de muçulmanos mortos ou presos.
Ao contrário de Jinnah e outros líderes do Congresso, Gandhi não usava roupas de estilo ocidental, fez o seu melhor para usar línguas indianas em vez do inglês e estava profundamente enraizado na cultura indiana. O estilo local de liderança de Gandhi ganhou grande popularidade com o povo indiano.  Mas Jinnah criticou a defesa do Califado, feita por Ghandi, que ele considerou um aval do fanatismo religioso; também                                                              considerava a campanha de satyagraha, proposta por Gandhi , como anarquia política e acreditava que o autogoverno deveria ser assegurado por meios constitucionais. Ele se opôs a Gandhi, mas a maré da opinião  indiana estava a favor deste. Na sessão de 1920, em Nagpur, os delegados aprovaram a proposta de Gandhi, prometendo tornar a Índia independente. Jinnah não participou da reunião subsequente da Liga, realizada na mesma cidade, que aprovou uma resolução similar. Por causa da ação do Congresso em apoiar a campanha de Gandhi, Jinnah renunciou, deixando todos os cargos, exceto na Liga Muçulmana.

### Interlúdio na Inglaterra

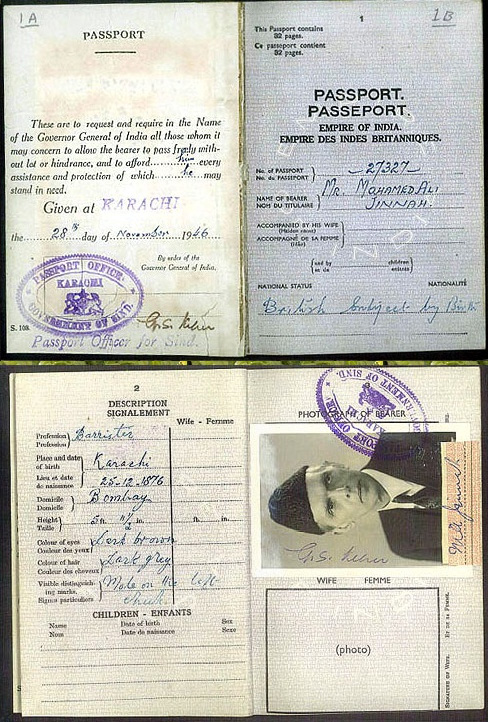
Passaporte indiano britânico de Jinnah.

A aliança entre Gandhi e o Movimento do Califado  não durou muito, e a campanha de resistência mostrou-se menos eficaz do que se esperava, já que as instituições da Índia continuavam a funcionar. Jinnah buscava ideias políticas alternativas e pensou em organizar um novo partido político como rival do Congresso. Em setembro de 1923, Jinnah foi eleito membro muçulmano por Bombaim na nova Assembleia Legislativa Central. Ele mostrou muita competência como parlamentar, organizando muitos membros indianos para trabalhar com o Partido Swaraj, e continuou a pressionar as demandas para um governo completamente respons̃avel. Em 1925, como reconhecimento por suas atividades legislativas, foi-lhe oferecido o título de cavaleiro por Lorde Reading, que se retirava do vice-reinado. Ele recusouː "Prefiro ser simplesmente Mister Jinnah".
Em 1927, o governo britânico, sob o primeiro-ministro conservador, Stanley Baldwin, realizou uma revisão decenal da política indiana mandatada pelo Ato 1919 do Governo da Índia. A revisão começou dois anos mais cedo, pois Baldwin temia que perder as próximas eleições (o que aconteceu, em 1929). O gabinete foi influenciado pelo ministro Winston Churchill, que se opunha fortemente ao governo autônomo para a Índia, e os seus membros esperavam que, com a comissão nomeada mais  cedo, as políticas de sua preferência sobreviveriam ao governo. A comissão resultante, liderada pelo deputado liberal John Simon, embora com  maioria de conservadores, chegou à Índia em março de 1928. Eles foram recebidos com um boicote pelos líderes indianos, muçulmanos e hindus, irritados com a recusa britânica de incluir seus representantes na comissão. Uma minoria de muçulmanos, no entanto, retirou-se da Liga, escolhendo receber a Comissão de Simon e repudiando Jinnah. A maioria dos membros do conselho executivo da Liga permaneceu fiel a Jinnah, participando da reunião da Liga em dezembro de 1927 e janeiro de 1928, o que o confirmou como presidente permanente. Naquela sessão, Jinnah disse aos delegados que "uma guerra constitucional foi declarada na Grã-Bretanha. As negociações para um acordo não devem vir do nosso lado... Ao nomear uma comissão exclusivamente branca, Lord Birkenhead declarou nossa inaptidão para o autogoverno".
Em 1928, Birkenhead desafiou os indianos a apresentarem sua própria proposta de mudança constitucional da Índia; em resposta, o Congresso convocou um comitê sob a liderança de Motilal Nehru. O relatório de Nehru favoreceu os círculos eleitorais com base na geografia e na base de que se dependessem uns dos outros para a eleição isso iria unir unir as comunidades. Jinnah, embora acreditasse que eleitorados separados, com base na religião, eram necessários para garantir que os muçulmanos tivessem uma voz no governo, estava disposto a um compromisso nesse ponto, mas as conversações entre as duas partes falharam. Ele apresentou propostas que esperava satisfazerem  uma ampla gama de muçulmanos e unir de novo  a Liga, exigindo a representação mandatada dos muçulmanos em legislaturas e gabinetes. Estas se tornaram conhecidas como "Quatorze Pontos". Ele não conseguiu garantir a adoção das propostas, pois a reunião da Liga em Deli, na qual ele esperava ganhar um voto de confiança, dissolveu-se numa  caótica disputa de argumentos.
Depois que Baldwin foi derrotado nas eleições parlamentares britânicas de 1929, Ramsay MacDonald, do Partido Trabalhista, tornou-se primeiro-ministro. MacDonald desejava uma conferência de líderes indianos e britânicos em Londres para discutir o futuro da Índia, um curso de ação apoiado por Jinnah. Três conferências de mesa-redonda se seguiram durante muitos anos, mas nenhuma delas resultou em uma decisão. Jinnah foi delegado nas duas primeiras conferências, mas não foi convidado para a última. Ele permaneceu na Grã-Bretanha durante a maior parte do período de 1930 a 1934, praticando advocacia perante o Conselho Privado, onde lidou com uma série de casos relacionados à Índia. Seus biógrafos discordam do motivo porque ele permaneceu tanto tempo na Grã-Bretanha — Wolpert afirma que se Jinnah tivesse sido um Lorde da Lei, ele teria ficado lá toda vida e que o mesmo procurou a alternativa de um assento parlamentar. Seu primeiro  biógrafo, Hector Bolitho, negou que Jinnah tivesse procurado entrar no Parlamento britânico, enquanto Jaswant Singh considerou esse período como uma pausa  na luta indiana. Bolitho chamou esse período de "anos de ordem e contemplação de Jinnah, encravados entre o tempo da luta inicial e a tempestade final da conquista".
Em 1931, Fatima Jinnah se juntou a seu irmão na Inglaterra. A partir de então,  Jinnah receberia cuidados pessoais e apoio dela enquanto envelhecia e começava a sofrer com doenças pulmonares que o matariam. Ela morava e viajava com ele, e se tornou uma conselheira íntima. A  filha de Jinnah, Dina, foi educada na Inglaterra e na Índia. Jinnah mais tarde afastou-se de Dina depois dela ter decidido se casar com um cristão, Neville Wadia, duma bem sucedida  família Parsi. Quando Jinnah instou Dina a se casar com um muçulmano, ela lembrou-lhe que ele havia se casado com uma  não muçulmana. Jinnah continuou a corresponder cordialmente com sua filha, mas seu relacionamento pessoal ficou tenso, e ela não voltou ao Paquistão durante a sua vida, mas apenas no seu funeral. 

### Retorno à política
No início dos anos 30 houve um ressurgimento do nacionalismo muçulmano indiano, que chegou ao auge com a "Declaração do Paquistão", um folheto escrito por  Choudhary Rahmat Ali,. Em 1933, os indianos muçulmanos, especialmente das "Províncias Unidas", começaram a pedir a iJinnah para voltar e assumir novamente a liderança da Liga Muçulmana, uma organização que havia caído na inatividade.  Ele permaneceu presidente titular da Liga, mas recusou-se a viajar para a Índia para presidir uma sessão em abril de 1933, escrevendo que não poderia retornar até o final do ano. 
Entre os que se encontraram com Jinnah para buscar seu retorno, estava Liaquat Ali Khan, que seria um importante associado político de Jinnah nos anos seguintes e o primeiro primeiro-ministro do Paquistão. A pedido de Jinnah, Liaquat discutiu o retorno com um grande número de políticos muçulmanos e confirmou sua recomendação. No início de 1934, Jinnah se mudou para o subcontinente, embora continuasse a viajar entre Londres e  Índia em negócios nos anos seguintes. Vendeu a sua casa em Hampstead e encerrou sua prática legal na Grã-Bretanha.
Os muçulmanos de Bombaim elegeram Jinnah, embora  ausente em Londres, como seu representante para a Assembleia Legislativa Central, em Outubro de 1934. Em 1935, o governo britânico deu um poder considerável às províncias da Índia, com um parlamento central em Nova Deli, que contudo não possuía autoridade sob assuntos tais como política externa, defesa e grande parte do orçamento. O poder total permaneceu nas mãos do vice-rei, que poderia dissolver as legislaturas e governar por decreto. A Liga, relutantemente, aceitou o esquema. O Congresso estava muito melhor preparado para as eleições provinciais em 1937, e a Liga não conseguiu ganhar maioria, nem mesmo dos assentos muçulmanos em qualquer das províncias onde os membros dessa fé tinham maioria. Ganhou a maioria dos assentos muçulmanos em Deli, mas não conseguiu formar um governo, embora fosse parte da coalizão governante em Bengala. O Congresso e seus aliados formaram governo mesmo na Província da Fronteira do Noroeste (NWFP), onde a Liga não ganhou assentos,  apesar do fato de que quase todos os moradores eram muçulmanos.

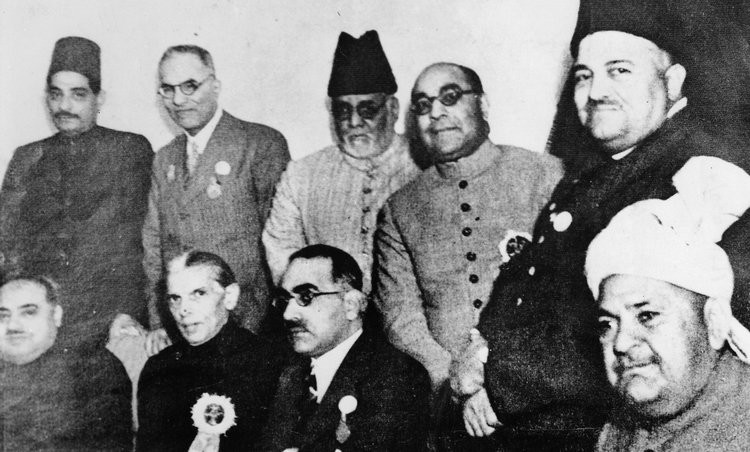
Jinnah (frente, esquerda) com o Comitê de Trabalho da Liga Muçulmana após uma reunião em Lucknow, outubro de 1937.

Segundo Jaswant Singh, "os acontecimentos de 1937 tiveram um efeito tremendo, quase traumático, sobre Jinnah".  Apesar de suas crenças de vinte anos de que os muçulmanos poderiam proteger seus direitos em uma Índia unificada através de eleitorados separados, fronteiras provinciais e outras  proteções dos direitos das minorias, os eleitores muçulmanos não conseguiram se unir nas questões que Jinnah esperava fazer progredir, perdidas no meio de combates de facções.   Singh observa o efeito das eleições de 1937 sob a opinião política muçulmana: "Quando o Congresso formou um governo com quase todos os parlamentares muçulmanos sentados nos bancos da oposição, os muçulmanos que não eram do Congresso de repente enfrentaram essa realidade de quase total impotência política. Foi-lhes tornado mais claro, como um raio, que, mesmo que o Congresso não ganhasse um único assento muçulmano... desde que ganhasse a maioria absoluta na Casa, com a  força dos assentos gerais, poderia formar um governo inteiramente por conta própria...".  
Nos dois anos seguintes, Jinnah trabalhou para construir apoio dos muçulmanos à Liga. Ele garantiu o direito de falar pelos governos provinciais Bengali e Punjabi, liderados pelos muçulmanos,  no governo central em Nova Deli. Trabalhou para expandir a Liga, reduzindo o custo de adesão para dois annas (⅛ de uma rupia), metade do que custava se juntar ao Congresso. Ele reestruturou a Liga de modo semelhante ao Congresso, colocando mais poder em um Comitê de Trabalho, que ele nomeou.  

### Antecedentes da independência

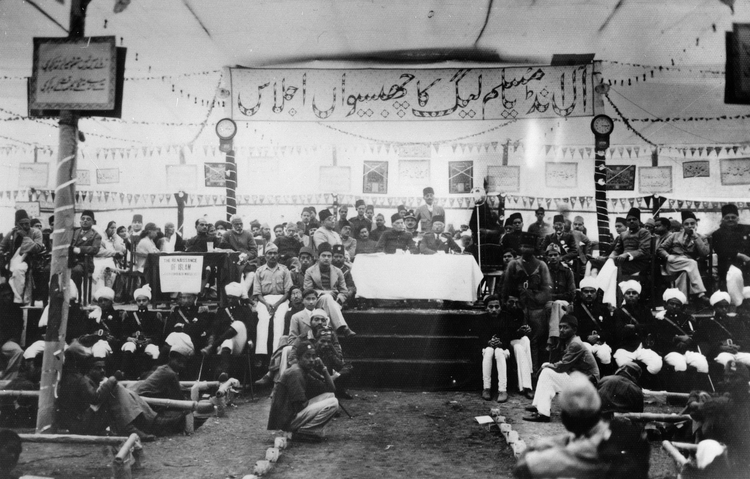
Jinnah aborda a sessão da Liga muçulmana em Patna, 1938.

Até o final da década de 1930, a maioria dos muçulmanos do Raj britânico esperavam, após a independência, fazerem parte de um estado unitário abrangendo toda a Índia britânica, assim como os hindus e outros que defendiam o autogoverno. Apesar disso, outras propostas nacionalistas estavam sendo feitas. Durante um discurso em Allahabad para uma sessão da Liga, em 1930,  Muhammad Iqbal pediu um estado para os muçulmanos na Índia britânica. Choudhary Rahmat Ali publicou um panfleto em 1933 defendendo um estado "Paquistão" no Vale do Indo, dando também outros nomes a áreas de maioria muçulmana em outros lugares da Índia. Jinnah e Iqbal corresponderam-se em 1936 e 1937; nos anos subsequentes, Jinnah creditou Iqbal como seu mentor e usou suas imagens e a sua retórica em discursos seus. Embora muitos líderes do Congresso tenham procurado um forte governo central para um estado indiano, alguns políticos muçulmanos, incluindo Jinnah, não estavam dispostos a aceitar isso sem proteções poderosas para sua comunidade. Outros muçulmanos apoiaram o Congresso, que defendia oficialmente um estado secular após a independência,  embora a ala tradicionalista (incluindo políticos como Madan Mohan Malaviya e Vallabhbhai Patel) acreditassem que uma Índia independente deveria promulgar leis para proibir a matança de vacas,  e tornar o hindi a língua nacional. O fracasso da liderança do Congresso em repudiar os comunalistas hindus preocupou os muçulmanos que apoiavam o Congresso. No entanto, o Congresso desfrutou de considerável apoio muçulmano até cerca de 1937.
Os eventos que separaram as comunidades incluíram a tentativa fracassada de formar um governo de coalizão, incluindo o Congresso e a Liga nas Províncias Unidas após as eleições de 1937. De acordo com o historiador Ian Talbot, "os governos provinciais do Congresso não fizeram nenhum esforço para entender e respeitar as sensibilidades culturais e religiosas das populações muçulmanas. As reivindicações da Liga Muçulmana de que só ela poderia proteger os interesses muçulmanos receberam um grande impulso. Significativamente, foi só depois desse período do Congresso  que [a Liga] se dedicou á demanda por um Estado paquistanês ... ".
Balraj Puri, em seu artigo jornalístico sobre Jinnah, sugere que o presidente da Liga Muçulmana, após a votação de 1937, voltou-se para a ideia de partição em "puro desespero". O historiador Akbar S. Ahmed sugere que Jinnah abandonou a esperança de reconciliação com o Congresso ao "redescobrir suas próprias raízes islâmicas, seu próprio senso de identidade, de cultura e história, que se tornariam cada vez mais evidentes nos últimos anos de sua vida". Nesses últimos anos, Jinnah também adotou cada vez mais o vestuário, a retórica e o pensamento muçulmanos. Na sequência da votação de 1937, Jinnah exigiu que a questão do poder compartilhado fosse estabelecida em toda a Índia, e que ele, como presidente da Liga, fosse aceito como único porta-voz da comunidade muçulmana.

### A influência de Iqbal
Existe apenas uma saída. Os muçulmanos devem fortalecer as mãos de Jinnah. Eles deveriam se juntar à Liga Muçulmana. A questão indiana, como agora está sendo resolvida, pode ser combatida pela nossa frente unida contra os hindus e os ingleses. Sem isso, nossas demandas não serão aceitas. As pessoas dizem que nossas demandas são comuns ao comunalismo. Esta é pura propaganda. Estas exigências dizem respeito à defesa da nossa existência nacional... A frente unida pode ser formada sob a liderança da Liga Muçulmana. E a Liga Muçulmana só pode ter sucesso em relação a Jinnah. Agora, ninguém além de Jinnah é capaz de liderar os muçulmanos.

Muhammad Iqbal, 1938
A influência bem documentada de Iqbal, no que diz respeito à liderança na criação do Paquistão, foi descrita como "significativa", "poderosa" e até mesmo "inquestionável" por estudiosos. Iqbal também foi citado como uma força influente a convencer Jinnah a acabar com seu exílio auto-imposto em Londres e voltar a entrar na política da Índia. Inicialmente, no entanto, Iqbal e Jinnah eram opositores, já que Iqbal acreditava que Jinnah não se preocupava com as crises enfrentadas pela comunidade muçulmana durante o Raj britânico. De acordo com Akbar S. Ahmed, isso começou a mudar durante os últimos anos de Iqbal antes de sua morte em 1938. Iqbal gradualmente conseguiu converter Jinnah à sua visão, e este por fim  aceitou-o como seu "mentor". Ahmed comenta que, em suas anotações às cartas de  Iqbal, Jinnah expressou solidariedade com a  sua ideia: que os muçulmanos indianos exigiam uma pátria separada.
A influência de Iqbal também deu a Jinnah um apreço mais profundo pela identidade muçulmana, já que passou a estimar não só a política de Iqbal, mas também as suas convicções.  A evidência desta influência começou a ser revelada a partir de 1937 em diante. Jinnah não só começou a ecoar Iqbal em seus discursos, ele começou a usar o simbolismo islâmico e começou a dirigir seus apelos aos mais desfavorecidos. Ele continuou a adotar ideias "diretamente de Iqbal — incluindo seus pensamentos sobre a unidade muçulmana, sobre os ideais islâmicos de liberdade, justiça e igualdade, sobre economia e até mesmo em práticas como orações". Esta mudança foi vista como duradoura o resto da sua vida.
Ahmed Akbar notou uma mudança nas palavras de Jinnah: enquanto ele ainda defendia a liberdade de religião e a proteção das minorias, o modelo que ele agora aspirava era o do Profeta Maomé, e não o de um político secular. Ahmed é, contudo,  de opinião  que , se Jinnah não era secularista, também não era fundamentalista.
Em um discurso em 1940, dois anos após a morte de Iqbal, Jinnah afirmou: "Se eu viver para ver o ideal de um estado muçulmano alcançado na Índia, e então me for  oferecida uma escolha entre as obras de Iqbal e o governo do estado muçulmano, preferiria as primeiras".

### Segunda Guerra Mundial e Resolução de Lahore

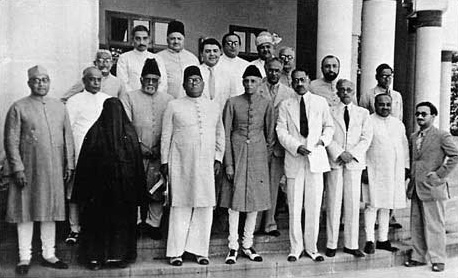
Os líderes da Liga Muçulmana, em Lahore, 1940. De burca, a única mulher do grupo, Amjadi Bano Begum, por quem Jinnah tinha grande admiração.

Em 3 de setembro de 1939, o primeiro-ministro britânico Neville Chamberlain anunciou o início da guerra com a Alemanha nazista. No dia seguinte, o vice-rei, Lorde Linlithgow, sem consultar os líderes políticos indianos, anunciou que a Índia entrou na guerra junto com a Grã-Bretanha. Houve protestos generalizados na Índia. Depois de se encontrar com Jinnah e com Gandhi, Linlithgow anunciou que as negociações sobre autogoverno estavam  suspensas durante o período da guerra. O Congresso, em 14 de setembro, exigiu a independência imediata com uma assembleia constituinte para decidir uma constituição; quando isso foi recusado, seus oito governos provinciais demitiram-se em 10 de novembro. Jinnah, por outro lado, estava mais disposto a acomodar os britânicos, e eles, por sua vez,  reconheciam-no cada vez mais,  e à Liga, como representantes dos muçulmanos na Índia. Jinnah afirmou mais tarde: "Depois que a guerra começou (...) eu fui tratado na mesma base que o Sr. Gandhi. Fiquei atónito  com o motivo de ser promovido e ter um lugar lado a lado com o Sr. Gandhi". Embora a Liga não apoiasse ativamente o esforço dos britânicos na guerra, não tentaram obstrui-lo.

Eu sempre sustentei que nenhuma nação conseguirá ser digna de sua existência se não  levar consigo as suas mulheres. Nenhuma luta pode
ter sucesso sem que as mulheres participem lado a lado com os homens.(...) Não quero dizer que devam copiar o Ocidente. Mas eu quero dizer que o homem deve ser levado a entender e sentir que a mulher é sua igual,  e que a mulher é sua amiga e companheira e eles juntos podem construir lares, famílias e a nação. (1940)
Nenhuma nação pode fazer qualquer progresso sem a cooperação das suas mulheres .(1942)
Nós somos vítimas de maus costumes. É um crime contra a humanidade que nossas mulheres estejam  trancadas dentro das quatro paredes das suas casas como prisioneiras.(...) Vamos tentar elevar o status de nossas mulheres de acordo com a nossas próprias ideias e padrões islâmicos. Não há aprovação em lado algum para as condições deploráveis em que nossas mulheres têm que viver. (...) A mulher tem o poder de educar as crianças nos moldes corretos. Não deitemos fora esse recurso. (1944)

Muhammad Ali Jinnah 
Com os britânicos e os muçulmanos até certo ponto cooperando, o vice-rei pediu a Jinnah uma posição da Liga Muçulmana sobre o governo autônomo, confiante de que seria muito diferente da do Congresso. Para chegar a essa posição, o Comitê de Trabalho da Liga reuniu-se por quatro dias em fevereiro de 1940 para estabelecer os termos de referência de um subcomité constitucional. O Comitê de Trabalho solicitou que o subcomité voltasse com uma proposta que resultaria em "domínios independentes em relação direta com a Grã-Bretanha", onde os muçulmanos eram dominantes. Em 6 de fevereiro, Jinnah informou ao vice-rei que a Liga Muçulmana exigiria uma partição em vez da federação contemplada na Lei de 1935. A Resolução de Lahore (às vezes chamada de "Resolução do Paquistão", embora não contenha esse nome), com base no trabalho do subcomité, abraçou a Teoria das Duas Nações e pediu uma união das províncias de maioria muçulmana no noroeste da Índia britânica, com total autonomia. Direitos similares deveriam ser concedidos às áreas majoritárias muçulmanas no leste, e proteções não especificadas concedidas às minorias muçulmanas em outras províncias. A resolução foi aprovada pela sessão da Liga em Lahore em 23 de março de 1940.

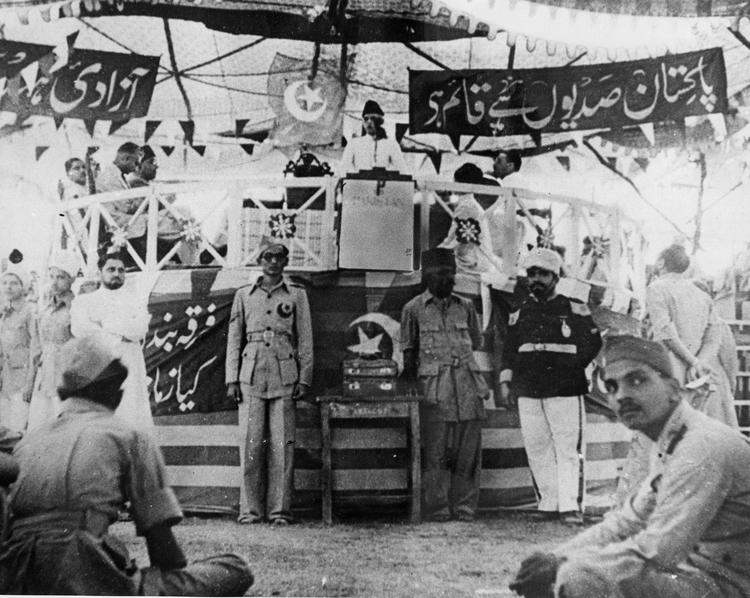
Jinnah faz um discurso em Nova Deli, 1943.

A reação de Gandhi à Resolução de Lahore foi silenciada; ele chamou isso de "desconcertante", mas disse a seus discípulos que os muçulmanos, em comum com outras pessoas da Índia, tinham direito à autodeterminação. Os líderes do Congresso foram mais vocais;  Jawaharlal Nehru referiu-se a Lahore como "fantásticas propostas de Jinnah", enquanto Chakravarti Rajagopalachari considerava essa visão da partição  "um sinal de uma mentalidade doente".  Linlithgow encontrou-se com Jinnah em junho de 1940, logo após Winston Churchill se tornar o primeiro-ministro britânico e, em agosto, ofereceu ao Congresso e à Liga um acordo em que, em troca de total apoio à guerra, o vice-rei criaria um órgão representativo após a guerra para determinar o futuro da Índia, e que nenhuma solução futura seria imposta acima das objeções de grande parte da população. Isso não foi satisfatório nem para o Congresso nem para a Liga, embora Jinnah estivesse satisfeito pelo fato de que os britânicos terem se movido para reconhecê-lo como o representante dos interesses da comunidade muçulmana. Jinnah estava relutante em fazer propostas específicas sobre os limites do Paquistão, ou suas relações com a Grã-Bretanha e com o resto do subcontinente, temendo que qualquer plano preciso dividisse a Liga.
O ataque japonês em Pearl Harbor, em dezembro de 1941, levou os Estados Unidos à guerra. Nos meses seguintes, os japoneses avançaram no Sudeste Asiático e o Gabinete britânico enviou uma missão liderada por Stafford Cripps para tentar conciliar os indianos e fazer com que eles apoiassem completamente a guerra. Cripps propôs dar a algumas províncias o que foi apelidado de "opção local": permanecer fora de um governo central indiano, quer por um período de tempo ou permanentemente, se tornar um domínio por conta própria ou ser parte de outra confederação. A Liga Muçulmana estava longe de ter certeza se ganharia os votos legislativos que seriam necessários para as províncias mistas, como Bengal e Punjab, se separarem; Jinnah rejeitou as propostas, por não  reconhecerem suficientemente o direito do Paquistão de existir. O Congresso também rejeitou o plano Cripps, exigindo concessões imediatas que Cripps não estava preparado para dar. Apesar da rejeição, Jinnah e a Liga viram a proposta de Cripps como o reconhecimento do Paquistão em princípio. 

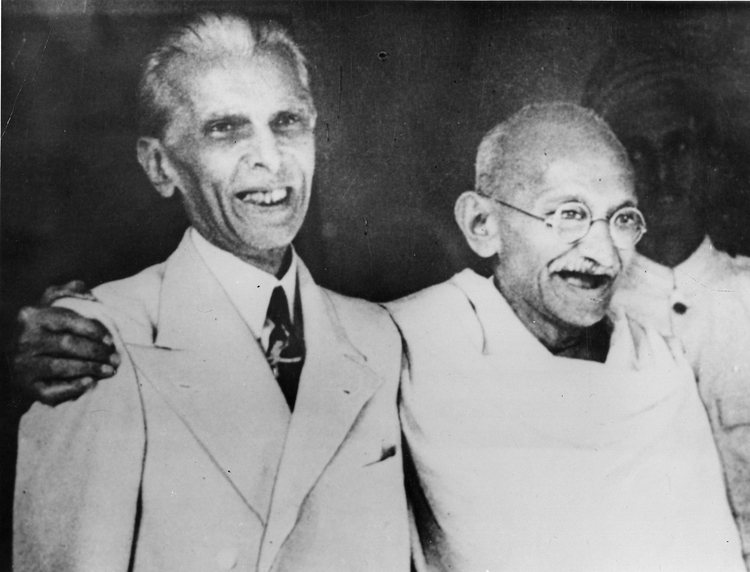
Jinnah com Mahatma Gandhi em Bombaim, 1944

O Congresso, após a  missão fracassada de Cripps, exigiu, em agosto de 1942, que os britânicos imediatamente "saíssem da Índia", proclamando uma campanha em massa de satyagraha até que eles o fizessem. Os britânicos prenderam prontamente a maioria dos principais líderes do Congresso até ao fim da guerra. Gandhi, no entanto, foi colocado em prisão domiciliar em um dos palácios de Aga Khan,  antes de sua libertação por razões de saúde em 1944. Com os líderes do Congresso ausentes da cena política, Jinnah alertou contra a ameaça da dominação hindu e manteve sua demanda do Paquistão, sem entrar em grandes detalhes sobre o que isso implicaria. Jinnah também trabalhou para aumentar o controle político da Liga a nível das províncias. Ele ajudou a fundar o jornal Dawn no início da década de 1940, que ajudou a difundir a mensagem da Liga e por fim se tornou o principal jornal de língua inglesa do Paquistão.
Em setembro de 1944, Jinnah e Gandhi, que já havia sido libertado da sua prisão palaciana, encontraram-se formalmente na casa do líder muçulmano em Malabar Hill, Bombaim. Duas semanas de negociações seguiram-se entre ambos, o que não resultou em nenhum acordo. Jinnah insistiu que o Paquistão fosse concedido antes da partida britânica, enquanto Gandhi propôs que os plebiscitos da partição ocorressem depois que uma Índia unida ganhasse a sua independência. No início de 1945, Liaquat e o líder do Congresso, Bhulabhai Desai, se encontraram, com a aprovação de Jinnah, e concordaram que, após a guerra, o Congresso e a Liga deveriam formar um governo provisório com os membros do Conselho Executivo do Vice-Rei  nomeados pelo Congresso e pela Liga em números iguais. Quando os líderes  do Congresso foram libertados da prisão em junho de 1945, eles repudiaram o acordo e censuraram Desai por agir sem a autoridade apropriada.

### Pós-guerra
O marechal Visconde Archibald Percival Wavell sucedeu a  Linlithgow como vice-rei em 1943. Em junho de 1945, após a libertação dos líderes do Congresso, Wavell convocou uma conferência e convidou os líderes das várias comunidades para se encontrar com ele em Shimla. Ele propôs um governo temporário nas linhas em que Liaquat e Desai concordaram. No entanto, Wavell não estava disposto a garantir que apenas os candidatos da Liga fossem colocados nos assentos reservados aos muçulmanos. Todos os outros grupos convidados apresentaram listas de candidatos ao vice-rei. Wavell abreviou a conferência em meados de julho sem mais buscar um acordo; com uma eleição geral britânica iminente, o governo de Churchill não sentiu que pudesse  prosseguir.
O povo britânico deu posse  a Clemente Attlee e o seu Partido Trabalhista em julho. Ele e seu Secretário de Estado da Índia, Lorde Frederick Pethick-Lawrence, imediatamente ordenaram uma revisão da situação indiana. Jinnah não comentou sobre a mudança de governo, mas convocou uma reunião do Comitê de Trabalho e emitiu uma declaração pedindo novas eleições na Índia. A Liga tomou influência a nível provincial nos estados de maioria muçulmana, principalmente por alianças, e Jinnah acreditava que, dada a oportunidade, a Liga melhoraria sua posição eleitoral e daria mais apoio à sua reivindicação de ser o único porta-voz dos muçulmanos. Wavell voltou para a Índia em setembro, depois de consultar seus novos superiores em Londres; as eleições, tanto para o centro quanto para as províncias, foram anunciadas logo depois. Os britânicos indicaram que a formação de um órgão para a  constituição seguiria os votos. A Liga Muçulmana declarou que eles iriam fazer campanha em uma única questão: o Paquistão. Falando em Ahmedabad, Jinnah fez eco disso: "O Paquistão é uma questão de vida ou morte para nós". Nas eleições de dezembro de 1945 da Assembleia Constituinte da Índia, a Liga ganhou todos os lugares reservados aos muçulmanos. Nas eleições provinciais de janeiro de 1946, a Liga obteve 75% dos votos muçulmanos, um aumento em relação aos  4,4% de 1937. Segundo o biógrafo Bolitho, "esta foi a hora gloriosa de Jinnah: suas árduas campanhas políticas, suas convicções robustas e reivindicações, foram finalmente justificadas". Wolpert escreveu que a eleição da Liga "parecia provar o apelo universal do Paquistão entre os muçulmanos do subcontinente". O Congresso, contudo,  dominou a assembleia central, embora tivesse perdido  quatro lugares de sua representação  anterior.
Em fevereiro de 1946, o Gabinete Britânico resolveu enviar uma delegação à Índia para negociar com líderes aí Esta missão incluía  Stafford Cripps e Pethick-Lawrence. A delegação de mais alto nível, para tentar ultrapassar o  impasse, chegou a Nova Deli no final de março. Poucas negociações tinham sido  feitas desde outubro,  devido às eleições na Índia. Os britânicos, em maio, lançaram um plano para um estado indiano unido  compreendendo  províncias substancialmente autônomas, e pediu "grupos" de províncias formadas com base na religião. Questões como defesa, relações externas e comunicações seriam tratadas por uma autoridade central. As províncias teriam a opção de deixar a união completamente, e haveria um governo interino com representação do Congresso e da Liga. Jinnah e o Comitê de Trabalho aceitaram esse plano em junho, mas desfez-se sobre a questão de quantos membros do governo interino o Congresso e a Liga teriam, e sobre o desejo do Congresso de incluir um membro muçulmano em sua representação. Antes de deixar a Índia, os ministros britânicos declararam que pretendiam inaugurar um governo interino, mesmo que um dos principais grupos não quisesse participar.
Em 27 de Julho de 1946, num encontro da Liga Muçulmana, em Bombaim, foi formalmente rejeitado o plano britânico, e anunciada a decisão de recorrer à "ação directa". A data de 16 de Agosto de 1946 foi a escolhida para "Dia da Ação Directa",  sem que Jinnah ou a Liga especificassem claramente o que significaria. A proclamação da Liga para essa data invoca a batalha de Badr, a conquista de Meca e a permissão de Jihad.  O dia decorreu práticamente sem incidentes em toda a Índia, excepto em Calcutá. Um comício da Liga tivera início ao meio-dia, sendo oradores Huseyn Shaheed Suhrawardy (que viria ser o quinto primeiro ministro do Paquistão) e  Khawaja Nazimuddin (que sucederia mais tarde a Jinnah como Governador Geral), cujos papeis no incitamento da violência viriam a ser muito discutidos. 
Assim que o comício terminou, a multidão, armada de pedras, armas brancas e barras de metal,  partiu  para selvagens ataques aos Hindus e seus bens.  Estes e os Sikhs responderam de igual modo.  Os massacres mútuos continuaram até 21 de Agosto, saldando-se em milhares de mortos (o número varia consoante as fontes, mas é estimado entre 5 a 10 mil) e milhares de feridos e desalojados (cerca de 20 mil). Nas ruas de Calcutá, centenas de abutres banqueteavam-se com os cadáveres. Os dois lados culparam-se mutuamente; era um prenúncio do que se seguiria após a partição da India.

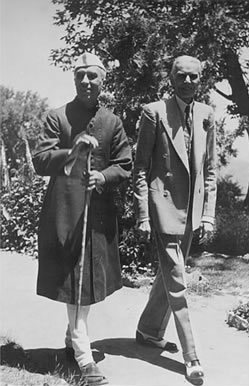
Nehru (esquerda) e Jinnah andam juntos em Simla, 1946.

O Congresso logo se juntou ao novo ministério indiano. A Liga demorou mais tempo, não juntando-se até outubro de 1946. Ao aceitar que a Liga se juntasse ao governo, Jinnah abandonou suas demandas de paridade com o Congresso e o veto em questões relativas aos muçulmanos. O novo ministério reuniu-se em meio a tumultos, especialmente em Calcutá. O Congresso queria que o vice-rei convocasse imediatamente a assembleia constituinte, começasse o trabalho de redigir uma constituição e considerou que os ministros da Liga deveriam se juntar ao pedido ou demitir-se do governo. Wavell tentou corrigir a situação ao encaminhar líderes como Jinnah, Liaquat e Jawaharlal Nehru para Londres, em dezembro de 1946. No final das conversações, os participantes emitiram uma declaração de que a constituição não seria forçada em partes relutantes da Índia. De volta de Londres, Jinnah e Liaquat pararam no Cairo para vários dias de reuniões pan-islâmicas.
O Congresso aprovou a declaração conjunta da conferência de Londres sobre a dissidência de alguns elementos. A Liga se recusou e não participou das discussões constitucionais. Jinnah estava disposto a considerar algumas ligações com o Hindustão (como era por vezes referido o estado de maioria hindu que seria formado na partição ), como um exército ou comunicações conjuntas. No entanto, em dezembro de 1946, ele insistiu em um Paquistão totalmente soberano com status de domínio.
Após o fracasso da viagem para Londres, Jinnah não estava com pressa para chegar a um acordo, considerando que o tempo lhe permitiria ganhar as províncias não divididas de Bengala e Punjab para o Paquistão, mas estas províncias, ricas e populosas, tinham minorias não-muçulmanas consideráveis, o que complicava um acordo. O ministério de  Attlee desejava a saída britânica do subcontinente, mas tinha pouca confiança em Wavell para atingir esse fim. A partir de dezembro de 1946, as autoridades britânicas começaram a procurar um sucessor para Wavell, e logo encontraram o Lorde Mountbatten, um líder da guerra,  popular entre os conservadores por ser bisneto da Rainha Vitória e entre os trabalhistas por suas opiniões políticas.

### Mountbatten e independência
Em 20 de fevereiro de 1947, Attlee anunciou a nomeação de Mountbatten, e que a Grã-Bretanha iria transferir o poder na Índia, o mais tardar até junho de 1948. Mountbatten assumiu o cargo de vice-rei em 24 de março de 1947, dois dias depois de sua chegada na Índia.  Por esta altura, já o Congresso se tinha convencido à ideia da partição. Nehru afirmou em 1960: "A verdade é que estávamos cansados e  a envelhecer... O plano para a partição ofereceu uma saída, e nós agarrámo-la." Os líderes do Congresso decidiram que ter  províncias de maioria muçulmana frouxamente ligadas como parte duma futura Índia, não compensava a perda dum poderoso  governo central que desejavam.No entanto, o Congresso insistiu que se o Paquistão se tornasse independente, Bengala e Punjab teriam que ser divididos.

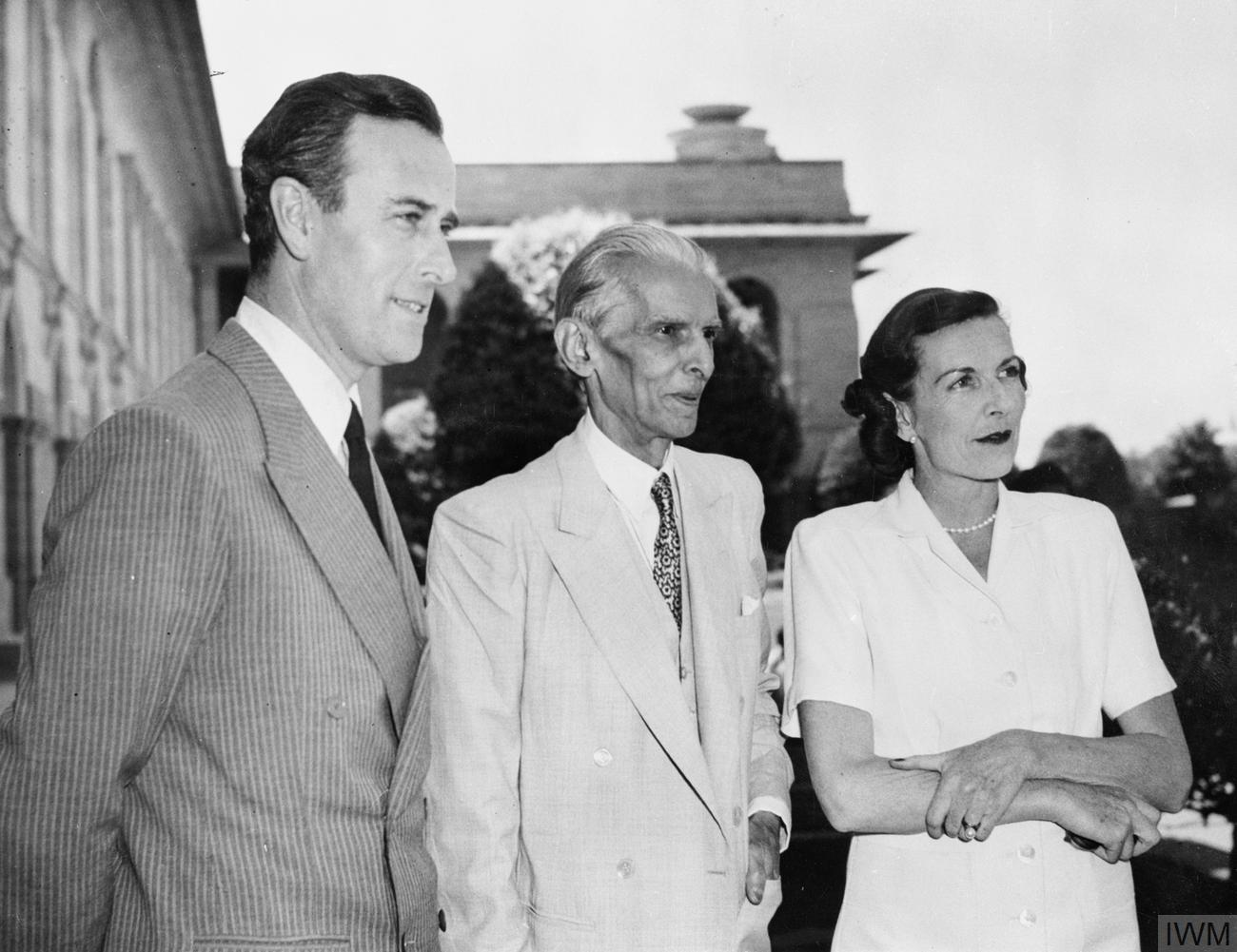
Lorde Louis Mountbatten e sua esposa Edwina Mountbatten com Jinnah em 1947.

Mountbatten tinha sido advertido em seus documentos que Jinnah seria seu "cliente mais difícil" que tinha provado ser um incômodo crónico, porque "ninguém neste país [Índia] tinha, até agora,  entrado na mente de Jinnah". Os homens se encontraram ao longo de seis dias, começando em 5 de abril.  Mountbatten não ficou favoravelmente impressionado com Jinnah, expressando repetidamente frustração sobre sua insistência no Paquistão, em face de todos os argumentos.
Jinnah temia que no fim da presença britânica no subcontinente, eles iriam passar o controle para a assembleia constituinte, dominada pelo Congresso,  colocando os muçulmanos em desvantagem na tentativa de ganhar autonomia. Ele exigiu que Mountbatten dividisse o exército antes da independência, o que levaria pelo menos um ano. Mountbatten  tinha esperança de que os acordos pós-independência incluissem uma força de defesa comum, mas Jinnah considerava essencial que um estado soberano tivesse as suas próprias forças. Mountbatten se reuniu com Liaquat no dia da sua última sessão com Jinnah, , e concluiu, como disseram  Attlee e o Gabinete, em Maio, que "tornou-se claro que a Liga Muçulmana iria recorrer às armas se o Paquistão, de que forma fosse, não fosse concedido". O vice-rei também foi influenciado pela reação negativa dos muçulmanos ao relatório constitucional da assembleia, que previa amplos poderes para o governo central pós-independência.
Em 2 de junho, o plano final foi entregue pelo vice-rei aos líderes indianos: em 15 de agosto, os britânicos iriam dar o poder aos dois domínios. As províncias votariam a possibilidade de continuar na assembleia constituinte existente ou ter uma nova, ou seja, se juntar ao Paquistão. Bengala e Punjab também votariam, tanto na questão de a qual assembleia se juntariam, como na partição. Plebiscitos teriam lugar na Província da Fronteira Noroeste (que não possuía um governo da Liga, apesar de uma população majoritariamente muçulmana) e no distrito de Sylhet,de maioria muçulmana,  adjacente a Bengala Oriental. Em 3 de junho, Mountbatten, Nehru, Jinnah e  o líder Sikh, Baldev Singh fizeram o anúncio formal pelo rádio. Jinnah concluiu o seu discurso com "Viva o Paquistão" que não estava no script. Nas semanas seguintes, os votos de Punjab e Bengala resultaram na partição. Sylhet e a N.W.F.P. (Província da Fronteira Noroeste) votaram a favor do Paquistão, uma decisão a que se juntaram as assembleias em Sind e Baluchistan.
Em 4 de julho de 1947, Liaquat pediu a Mountbatten,em nome de Jinnah,  para recomendar ao rei britânico, George VI, que Jinnah fosse nomeado primeiro governador-geral do Paquistão. Esse pedido irritou Mountbatten, que esperava ter essa posição em ambos os países — ele seria o primeiro governador geral da Índia após a independência — mas Jinnah sentiu que Mountbatten provavelmente preferiria o novo estado de maioria hindu por causa de sua proximidade com Nehru. Além disso, o governador-geral inicialmente seria uma figura poderosa, e Jinnah não confiava em mais ninguém para ocupar esse cargo. Embora a Comissão de Fronteiras, liderada pelo advogado britânico Cyril Radcliffe, ainda não tivesse relatado, já havia movimentos massivos de populações entre as futuras nações, bem como violência sectária.  Jinnah vendeu a sua casa em Bombaim e adquiriu uma nova em Karachi. Em 7 de agosto, Jinnah, juntamente com sua irmã, e membros do seu staff, voaram de Deli para Karachi no avião de Mountbatten. Em 11 de agosto de 1947, ele presidiu à nova assembleia constituinte em Karachi e dirigiu-se a eles:
Você é livre; você é livre para ir aos  templos, você é livre para ir a mesquitas ou a qualquer outro lugar de culto no Estado do Paquistão... Você pode pertencer a qualquer religião, casta ou credo — isso não tem nada a ver com os assuntos do  Estado.(...)
Estamos a iniciar os dias em que não há discriminação, nenhuma distinção entre uma comunidade e outra, nenhuma discriminação entre uma casta ou credo e outra. Começamos  com este princípio fundamental: que somos todos cidadãos e cidadãos iguais de um Estado.(...)
Eu acho que devemos manter isso na nossa frente como nosso ideal e  veriam que, no decorrer do tempo, os hindus deixariam de ser hindus e os muçulmanos deixariam de ser muçulmanos, não no sentido religioso, porque essa é a fé pessoal de cada indivíduo, mas no sentido político como cidadão do Estado.
Este discurso primordial, abordando a separação da religião e do Estado,  o respeito das minorias, a igualdade de todos os cidadãos, tem sido, em toda a história posterior do Paquistão, objecto de omissão, censura e até adulteração, como constata, entre outros, o cientista Abdul Hameed Nayyar.
Em 14 de agosto de 1947, o Paquistão tornou-se independente; Jinnah liderou as comemorações em Karachi. Observando  o grande poder adquirido por Jinnah, comenta Alan Campbell-Johnsonː "Aqui é, de fato, o Imperador do Paquistão, arcebispo de Cantuária, o Porta-Voz e o Primeiro-ministro concentrados em um formidável Quaid-e-Azam". 

### Governador-geral

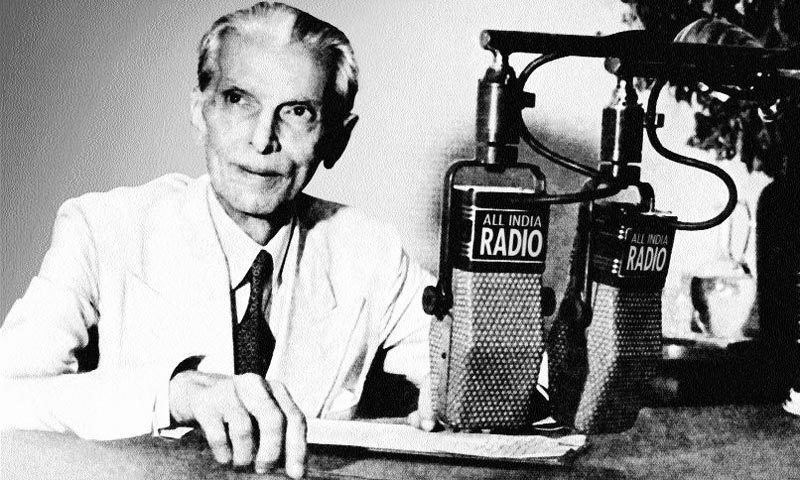
Jinnah anunciou a criação do Paquistão na Rádio All India em 3 de junho de 1947.

A Comissão Radcliffe, dividindo Bengala e Punjab, completou seu trabalho e reportou a Mountbatten em 12 de agosto; o último vice-rei reteve os mapas até o dia 17, não querendo estragar as celebrações de independência em ambos os países. 
Já antes da Independência houvera muita violência étnica e movimentos de populações; a publicação da linha Radcliffe a dividir as novas nações provocou uma torrente de migrações em massa, assassinatos, raptos, violações e limpeza étnica. Ninguém sabia exactamente onde ficava a linha, e muitos do "lado errado" das linhas fugiram ou foram assassinados, ou assassinaram outros, na esperança de  criar factos consumados, e talvez reverter o veredito da comissão. Radcliffe escreveu em seu relatório que sabia que nenhum dos lados ficaria feliz com a sua decisão. Cerca de 14,5 milhões de pessoas movimentaram-se entre a Índia e o Paquistão durante e após a partição, procurando os locais onde as suas religiões respectivas estivessem em maioria.
Os governos recém-formados não tinham previsto, nem tinham qualquer plano, para uma migração de populações de tal grandeza. Apesar dos sinais de tensão entre as comunidades, os signatários do acordo que dividiu a India esperavam que as minorias  permanecessem  onde estavam, com a proteção dos dois estados nascentes. Tal não aconteceu.
Violência  e massacres bestiais  ocorreram em ambos os lados da nova fronteira Índia-Paquistão. As estimativas do número de mortes variam, entre  200 mil e 2 milhões. O pior caso de violência,  entre todas as regiões,  foi o de  Punjab. Praticamente nenhum muçulmano sobreviveu em Punjab oriental (exceto em Malerkotla) e quase  nenhum hindu ou sikh sobreviveu no Punjab Ocidental. Christopher Beaumont, secretário particular de Radcliffe, escreveu mais tarde que Mountbatten "deve ter culpa — embora não a culpa exclusiva — dos massacres no Punjab, em que entre 500 mil a um milhão de homens, mulheres e crianças pereceram. O poder foi entregue demasiado rápidamente".
As chacinas acompanharam, ou por vezes foram  o motivo da deslocação dos diversos grupos. A fome e as doenças fizeram morrer muitos outros. Não existem números exactos. Do lado britânico, na altura dos acontecimentos, estimaram-se 200 mil mortos; posteriormente o lado indiano falou em 2 milhões; o número mais aceite é de pelo menos um milhão. Milhares de famílias foram divididas, casas destruídas, aldeias e colheitas abandonadas. Cerca de 75 mil mulheres foram raptadas e violadas por homens de religiões diferentes da sua (e por vezes também  da sua própria religião). A violação era uma arma de guerra, o que já se tinha visto em Calcutá. Mais tarde os dois governos, India e Paquistão, concordaram em resgatar  essas mulheres e devolvê-las ao país de origem; contudo, muitas eram recusadas pelas famílias, por terem sido "contaminadas", e várias outras não queriam regressar.   
Jinnah fez o que pode para os oito milhões de pessoas que migraram para o Paquistão; embora tivesse mais de 70 anos e frágil de pulmões, ele viajou pelo Paquistão Ocidental e supervisionou pessoalmente a ajuda aos migrantes. De acordo com Ahmed, "o que o Paquistão precisava desesperadamente nesses primeiros meses era um símbolo de estado, que unisse as pessoas e lhes dessem a coragem e a determinação  para ter sucesso".

As regiões afetadas pela partição da Índia: a verde as alocadas para o Paquistão, laranja para a Índia. As regiões sombreadas mais escuras representam as províncias de Punjab e Bengala separadas pela Linha Radcliffe. As áreas cinzentas representam os principais estados principescos que acabaram por ser integrados na Índia ou no Paquistão.

Entre as regiões mais problemáticas da nova nação estava a Província da Fronteira Noroeste (NWFP). Ali, o referendo em julho de 1947 tinha sido manchado pela baixa participação, pois menos de 10% da população podia votar. Havia urnas de voto separadas, verdes para o Paquistão, e vermelhas para a Índia, e colocadas ao lado de dois livros, respectivamente o Alcorão e um livro sagrado dos Sikh. Em 22 de agosto de 1947, logo após uma semana de se tornar governador-geral, Jinnah dissolveu o governo eleito de Khan Abdul Jabbar Khan. Mais tarde, Abdul Qayyum Khan foi nomeado por Jinnah, na província dominada pelos pashtuns,  apesar de ser originário de Caxemira. Em 12 de agosto de 1948, o massacre de Babrra em Charsadda, resultou na morte de 400 pessoas alinhadas com o movimento Khudai Khidmatgar, um movimento pashtun não violento.
Juntamente com Liaquat e Abdur Rab Nishtar, Jinnah representou os interesses do Paquistão no Conselho Divisório, para dividir adequadamente os  bens públicos entre a Índia e o Paquistão. O Paquistão deveria receber um sexto dos ativos do governo antes da independência, cuidadosamente dividido por acordo, até mesmo especificando quantas folhas de papel  cada lado receberia. O novo estado indiano, no entanto, foi lento a entregar, esperando o colapso do governo paquistanês e de novo a união. Poucos membros do Serviço Civil da Índia e do Serviço de Polícia Indiano escolheram o Paquistão, resultando em falta de pessoal. A partição significava que  para alguns agricultores,o mercado para as suas colheitas estava do outo lado da fronteira. Houve escassez de máquinas, nem todas feitas no Paquistão. Além do enorme problema de refugiados, o novo governo procurou salvar as culturas abandonadas, estabelecer segurança no caos e prestar serviços básicos. Segundo  o economista Yasmeen Niaz Mohiuddin em seu estudo sobre o país, "embora o Paquistão tenha nascido em derramamento de sangue e tumulto, sobreviveu nos meses iniciais e difíceis após a partição apenas por causa dos tremendos sacrifícios feitos por seu povo e dos esforços altruístas de seu grande líder".

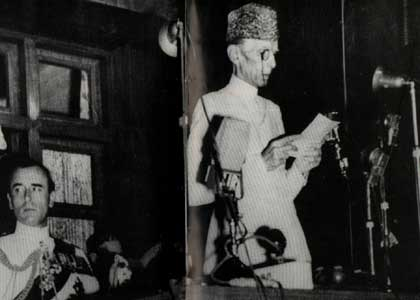
Jinnah discursando na Assembleia Constituinte do Paquistão em 14 de agosto de 1947.

Os estados principescos indianos, dos quais havia várias centenas, (cerca de 565), foram aconselhados pelos britânicos a escolher  juntarem-se ao Paquistão ou à Índia. A maioria fez isso antes da independência, mas os retardatários contribuíram para a formação de divisões duradoras entre os dois países. Os líderes indianos ficaram irritados com as tentativas de Jinnah de convencer os príncipes de Jodhpur, Udaipur, Bhopal e Indore a aderirem ao Paquistão - os três últimos estados principescos não faziam fronteira com o Paquistão. Jodhpur fazia fronteira e tinha uma população de maioria hindu e um governante hindu. O estado principesco costeiro de Junagadh, que tinha uma população maioritariamente hindu, aderiu ao Paquistão em Setembro de 1947; Shah Nawaz Bhutto, embaixador do seu soberano,  entregou pessoalmente os documentos de adesão a Jinnah. Mas os dois estados que estavam sujeitos ao controle de Junagadh — Mangrol e Babariawad — declararam sua independência e aderiram à Índia. Em resposta, o governante de Junagadh ocupou militarmente os dois estados. Posteriormente, o exército indiano ocupou o principado em novembro, forçando seus ex-líderes, incluindo Bhutto, a fugir para o Paquistão,  iniciando a politicamente poderosa família Bhutto.
A mais controversa das disputas foi, e continua a ser, sobre o estado principesco de Caxemira. Tinha uma população de maioria muçulmana e um marajá hindu, Hari Singh, que protelou  a decisão de a qual nação se juntaria. Com a população em revolta em outubro de 1947, auxiliada por irregulares paquistaneses, o marajá aderiu à Índia;  tropas indianas chegaram,  transportadas por via aérea. Jinnah se opôs a essa ação e ordenou que as tropas paquistanesas entrassem em Caxemira. O exército paquistanês ainda era comandado por oficiais britânicos, e o comandante, general Douglas Gracey, recusou a ordem, afirmando que não entraria no que ele considerava o território de outra nação sem a aprovação de uma autoridade superior, o que não aconteceu. Jinnah retirou a ordem, mas Isso não impediu a violência , com o irromper da primeira guerra  Indo-Paquistanesa de 1947.
Alguns historiadores alegam que Jinnah cortejou os governantes dos estados de maioria hindu, e a sua aposta em Junagadh, evidenciam má intenção em relação à Índia, já que  Jinnah havia promovido a separação com base na religião, mas tentou  ganhar a adesão dos estados de maioria hindu. No seu livro Patel: A Life, Rajmohan Gandhi afirma que Jinnah esperava um plebiscito em Junagadh, sabendo que o Paquistão perderia, na esperança de que o princípio fosse estabelecido para Caxemira. No entanto, quando Mountbatten propôs a Jinnah que, em todos os estados principescos, onde o governante não aderisse a um domínio correspondente à população maioritária (o que teria incluído Junagadh, Hyderabad e Caxemira), a adesão deveria ser decidida por uma "referência imparcial à vontade do povo", Jinnah rejeitou a oferta. Apesar da Resolução 47 do Conselho de Segurança das Nações Unidas, emitida a pedido indiano,  de um plebiscito  em Caxemira após a retirada das forças paquistanesas, isso nunca ocorreu.
Em janeiro de 1948, o governo indiano finalmente concordou em pagar ao Paquistão sua parte nos ativos da Índia britânica. Eles foram impulsionados por Gandhi, que ameaçou jejuar até a morte. Poucos dias depois, em 30 de janeiro, Gandhi foi assassinado por Nathuram Godse, um nacionalista hindu, que acreditava que Gandhi era pró-muçulmano. Jinnah fez uma breve declaração de condolências, chamando Gandhi de "um dos maiores homens produzidos pela comunidade hindu".
Numa declaração  na rádio dirigida ao  povo dos E.U.A., em Fevereiro de 1948,  Jinnah expressou seus pontos de vista sobre a constituição do Paquistãoː "A Constituição do Paquistão ainda está para ser enquadrada pela Assembleia Constituinte do Paquistão, eu não sei qual será a forma final da Constituição, mas tenho certeza de que ela será do tipo democrático, incorporando os princípios essenciais do Islã. Hoje, estes são tão aplicáveis na vida atual como ha 1300 anos. O Islão e seu idealismo nos ensinaram a democracia. Ensinou-nos a igualdade do homem, justiça e fair play para todos. Somos os herdeiros dessas gloriosas tradições e estamos plenamente atentos às nossas responsabilidades e obrigações como autores da futura constituição do Paquistão. Eleições seguidas de golpes militares nunca estabeleceram governos democráticos duradouros".
Em março, Jinnah, apesar de sua  saúde diminuída, fez sua única visita pós-independência ao Paquistão Oriental. Em um discurso para uma multidão estimada em 300 mil pessoas, Jinnah afirmou (em inglês) que apenas o urdu deveria ser a língua nacional, acreditando que uma  língua única era necessária para que uma nação permanecesse unida. O povo de língua bengali do Paquistão Oriental se opôs fortemente a essa política e, em 1971, a questão da língua oficial foi um fator na secessão da região para formar o Bangladesh.

## Doença e morte

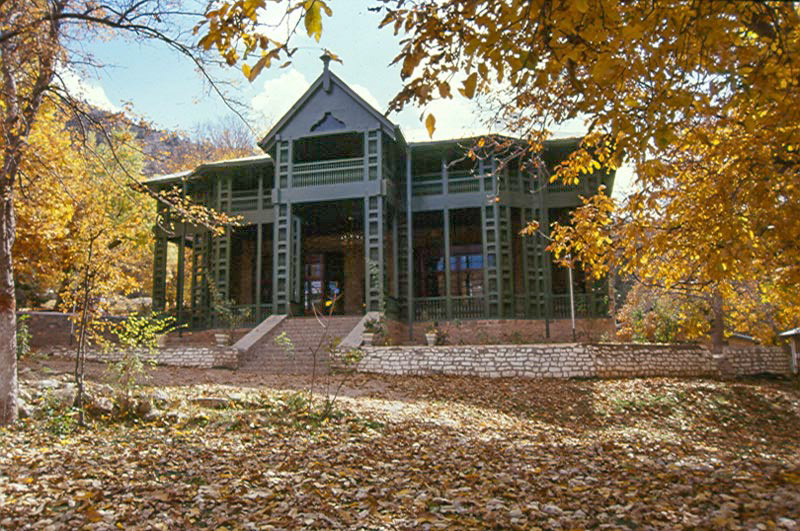
Jinnah passou os últimos dias de sua vida na Residência Quaid-e-Azam, Ziarat, no Paquistão.

Desde a década de 1930, Jinnah começou a sofrer de tuberculose; apenas sua irmã e alguns outros próximos dele estavam cientes de sua condição. Jinnah acreditava que o conhecimento público de suas doenças pulmonares o prejudicaria politicamente. Em uma carta de 1938, ele escreveu a um apoiante seu que "você deve ter lido nos jornais que durante minhas viagens... eu sofri, [...] não porque havia algo de errado comigo, mas as irregularidades [da agenda] e o  excesso de tensão pesam sobre minha saúde". Muitos anos depois, Mountbatten afirmou que, se ele soubesse que Jinnah estava tão fisicamente doente, ele teria parado, esperando que a morte de Jinnah evitasse a partição. Fatima Jinnah escreveu mais tarde: "Mesmo em sua hora de triunfo, o Quaid-e-Azam estava gravemente doente... Ele tinha pouco ou nenhum apetite e tinha até perdido a capacidade de se forçar a dormir. Tudo isso coincidiu com relatos,  de ambos os lados da fronteira,  de horríveis histórias   de massacres, violações,  incêndios criminosos e saques.(...) Ele trabalhou em frenesi para consolidar o Paquistão. E, é claro, ele negligenciou totalmente sua saúde...". Jinnah trabalhava com uma carteira de cigarros Craven "A" na sua mesa, da qual ele fumava 50 ou mais por dia nos últimos 30 anos, bem como uma caixa de charutos cubanos. À medida que sua saúde piorava, ele fazia cada vez mais e longas pausas para descansar  na ala privada da Residência oficial em Karachi, onde só ele, Fatima e os servos eram autorizados a ficar.
Em junho de 1948, ele e Fatima voaram para Quetta, nas montanhas do Baluchistão, onde o clima estava mais frio do que em Karachi. Ele não conseguia descansar completamente lá, dirigindo-se aos oficiais do Colégio de Comando e Estado-Maior, dizendo: "Vocês, junto com as outras Forças do Paquistão, são os guardiões da vida, propriedade e honra do povo do Paquistão". Ele retornou a Karachi em 1 de julho para a cerimônia de abertura do Banco do Estado do Paquistão. Uma recepção do comissário de comércio canadense aquela noite, em homenagem ao Dia do Domínio, foi o último evento público ao qual assistiu.

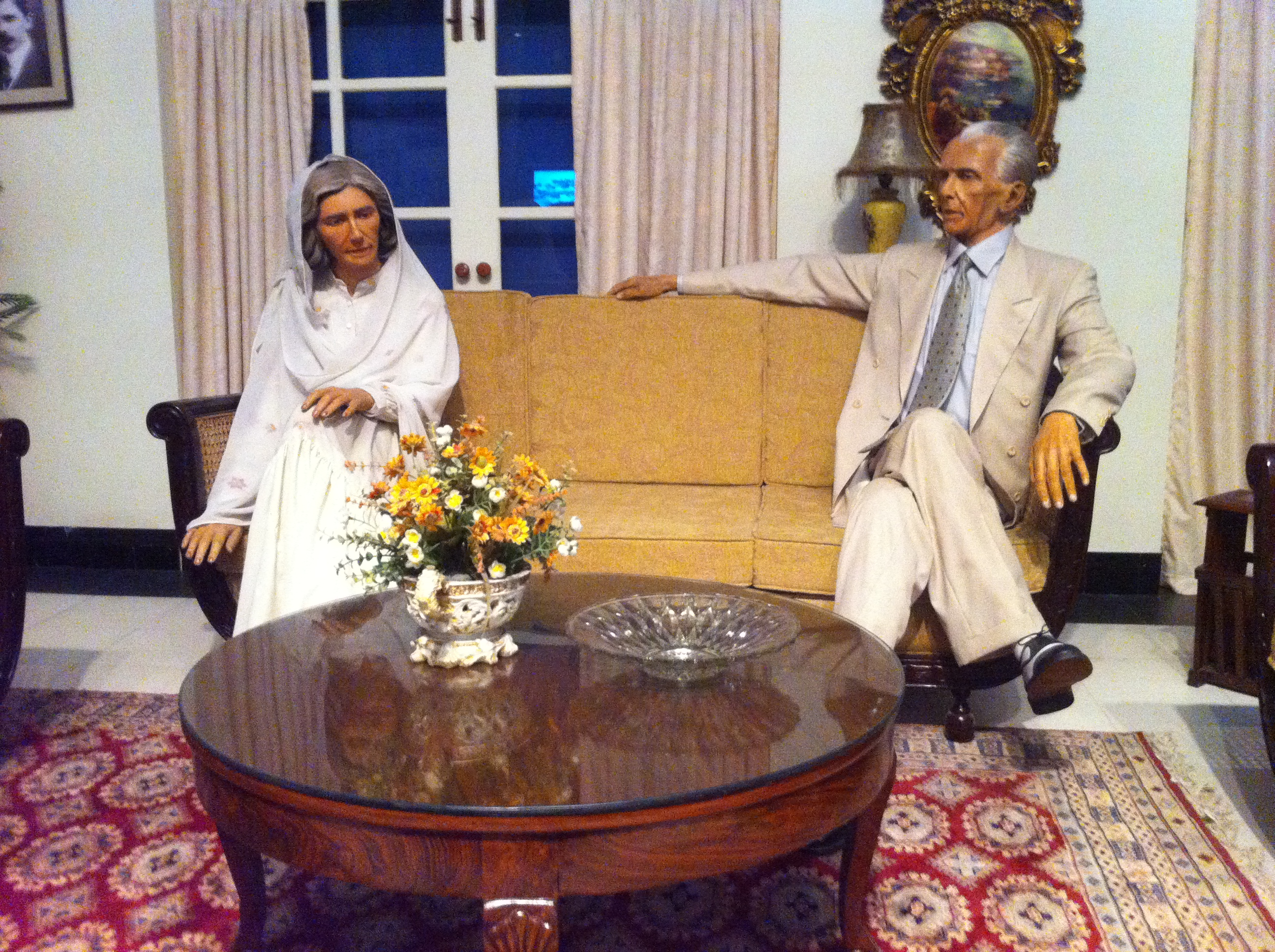
Estátuas de cera de Jinnah e sua irmã Fatima no Museu Monumento do Paquistão, Islamabad.

Em 6 de julho de 1948, Jinnah voltou para Quetta, mas, a conselho dos médicos, logo viajou para um retiro de ainda maior altitude,  em Ziarat. Ele sempre se mostrou relutante em submeter-se a um tratamento médico, mas percebendo que sua condição estava piorando, o governo paquistanês enviou os melhores médicos que poderia encontrar para tratá-lo. Os exames confirmaram tuberculose e também mostraram  câncer de pulmão avançado. Ele foi informado, pediu informações completas sobre sua doença e de como sua irmã fora informada. Foi tratado com a nova "droga milagrosa" da estreptomicina, mas não ajudou.  Ele foi levado para a menor altitude de Quetta no dia 13 de agosto, véspera do Dia da Independência. Apesar de um aumento no apetite (ele pesou um pouco mais de 36 quilogramas), ficou claro para seus médicos que se ele quisesse voltar para Karachi em vida, ele teria que fazê-lo muito em breve. Jinnah, no entanto, estava relutante em ir, não desejando que seus assessores o vissem como um inválido em uma maca.
Em 9 de setembro, Jinnah também havia desenvolvido pneumonia. Os médicos pediram que ele voltasse para Karachi, onde ele poderia receber melhores cuidados, e com seu acordo,  foi levado lá na manhã de 11 de setembro. O Dr. Ilahi Bux, seu médico pessoal, acreditava que a mudança mental de Jinnah era causada pela presciência da morte. O avião chegou a Karachi naquela tarde, era  esperado pela limusine de Jinnah e uma ambulância. A ambulância avariou no caminho para a cidade, com Jinnah numa maca; ele não podia ser colocado no carro, pois não conseguia  sentar-se. Eles esperaram na beira da estrada com calor opressivo enquanto caminhões e ônibus passavam, inadequados para transportar o moribundo e com seus ocupantes,  sem conhecer a presença de Jinnah. Após uma hora, uma  ambulância de substituição veio e transportou Jinnah para a Residência Governamental, chegando lá mais de duas horas após a aterragem. Jinnah morreu mais tarde naquela noite cerca das  22:20H em sua casa em Karachi, em 11 de setembro de 1948, aos 71 anos, pouco mais de um ano após a criação do Paquistão.
O primeiro-ministro indiano, Jawaharlal Nehru, declarou sobre a morte de Jinnah: "Como devemos julgá-lo? Eu zanguei-me  com ele muitas vezes durante os últimos anos. Mas agora não há amargura no meu pensamento, apenas uma grande tristeza por tudo o que se passou... ele teve sucesso na sua missão  e ganhou o seu objetivo, mas a que custo e com quanta  diferença do que ele imaginara". Jinnah foi enterrado em 12 de setembro de 1948, em meio ao luto oficial na Índia e no Paquistão; um milhão de pessoas se reuniram para o seu funeral. O Governador Geral indiano, Chakravarti  Rajagopalachari,  cancelou uma recepção oficial naquele dia em homenagem ao líder falecido. Hoje, Jinnah descansa em um grande mausoléu de mármore, o  Mazar-e-Quaid, em Karachi.

## Consequências

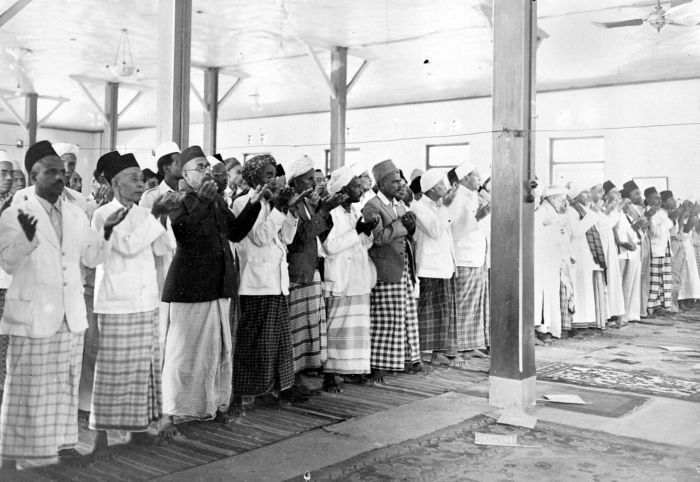
Serviços especiais e orações foram realizadas na mesquita Kwitang de Jacarta (Indonésia) após a morte de Jinnah.

Dina Wadia, a filha de Jinnah, permaneceu na Índia após a independência e após o seu divórcio instalou-se na cidade de Nova Iorque. Na eleição presidencial de 1965, Fatima Jinnah, então conhecida como Madar-e-Millat ("Mãe da Nação"), tornou-se candidata presidencial de uma coalizão de partidos políticos que se opuseram ao governo do presidente Ayub Khan, mas não teve sucesso.
A casa de Jinnah em Malabar Hill, em Bombaim, está na posse do Governo da Índia, mas a questão da sua propriedade foi contestada pelo Governo do Paquistão. Jinnah tinha solicitado  pessoalmente ao primeiro-ministro Nehru para preservar a casa, esperando que um dia  pudesse retornar a Bombaim. Há propostas para que a casa seja oferecida ao governo do Paquistão para estabelecer um consulado na cidade como um gesto de boa vontade, mas Dina Wadia também havia reivindicado a propriedade.  
Após a morte de Jinnah , sua irmã Fatima, em Setembro de 1948,  pediu ao tribunal para executar o testamento de Jinnah sob a lei islâmica xiita,  o que se tornou parte do debate paquistanês acerca da sua filiação religiosa. Vali Nasr diz que Jinnah "era um ismaelita de nascimento e um xiita duodecimano por confissão, embora não fosse um homem religiosamente observador". Em um desafio jurídico em 1970, Hussain Ali Ganji Walji afirmou que Jinnah se converteu ao islamismo sunita. A testemunha Syed Sharifuddin Pirzada, um advogado,  afirmou em tribunal que ele se converteu ao islão sunita em 1901 quando suas irmãs se casaram com sunitas. Em 1970, a declaração conjunta de  Liaquat Ali Khan e  Fatima Jinnah (que viveu com o irmão os últimos 19 anos de vida)  de que ele era xiita foi rejeitada. Mas,  em 1976, o tribunal rejeitou a afirmação de Hussain Walji de que Jinnah era sunita; efetivamente aceitando-o como um xiita. Em 1984, de novo um tribunal reverteu o veredito de 1976 e sustentou que "o Quaid definitivamente não era um xiita", o que poderia sugerir que Jinnah era sunita. De acordo com o jornalista Khaled Ahmed, Jinnah publicamente teve uma posição não-sectária e "esforçou-se por reunir os muçulmanos da Índia sob a bandeira de uma fé muçulmana geral e não sob uma identidade sectária de divisão". Liaquat H. Merchant, sobrinho-neto dele, escreve que "o Quaid não era um xiita, ele também não era sunita, ele era simplesmente um muçulmano". Um eminente advogado, que não é nomeado, e que atuou no Tribunal Superior de Bombaim até 1940 testemunhou que Jinnah costumava rezar como um sunita ortodoxo. Akbar Ahmed observa que , de acordo com os testemunhos em tribunal dados por alguns parentes e associados, Jinnah foi um muçulmano sunita firme até ao fim de sua vida. Altaf Hussein, um sunita, do Movimento Muttahida Qaumi, afirma que Jinnah era um xiita, e ao mesmo tempo criticou o sectarismo. Yahya Bakhtiar, que observou Jinnah de perto, concluiu que Jinnah era um "muçulmano muito sincero, profundamente comprometido e dedicado".
Quanto ao próprio Jinnah, nunca permitiu ser classificado em nenhum dos vários ramos do Islão, e diversos episódios da sua vida atestam-no. Num encontro foĩ-lhe perguntado se  era Xiita ou Sunita. Respondeu com uma perguntaː "O que era o Santo Profeta ?". O interlocutor respondeu que era simplesmente um muçulmano. "Então" -prosseguiu Jinnah - eu também não sou nem xiita, nem sunita, apenas um simples muçulmano".  O debate continua, e para melhor o enquadrar saliente-se que quase desde o início do Paquistão os xiitas têm sido progressivamente discriminados pela maioria sunita,  alvo de perseguições e execuções extra-judiciais  - assim como todas as outras minorias religiosas que Jinnah queria proteger no seu ideal do futuro.

## Legado e visão histórica

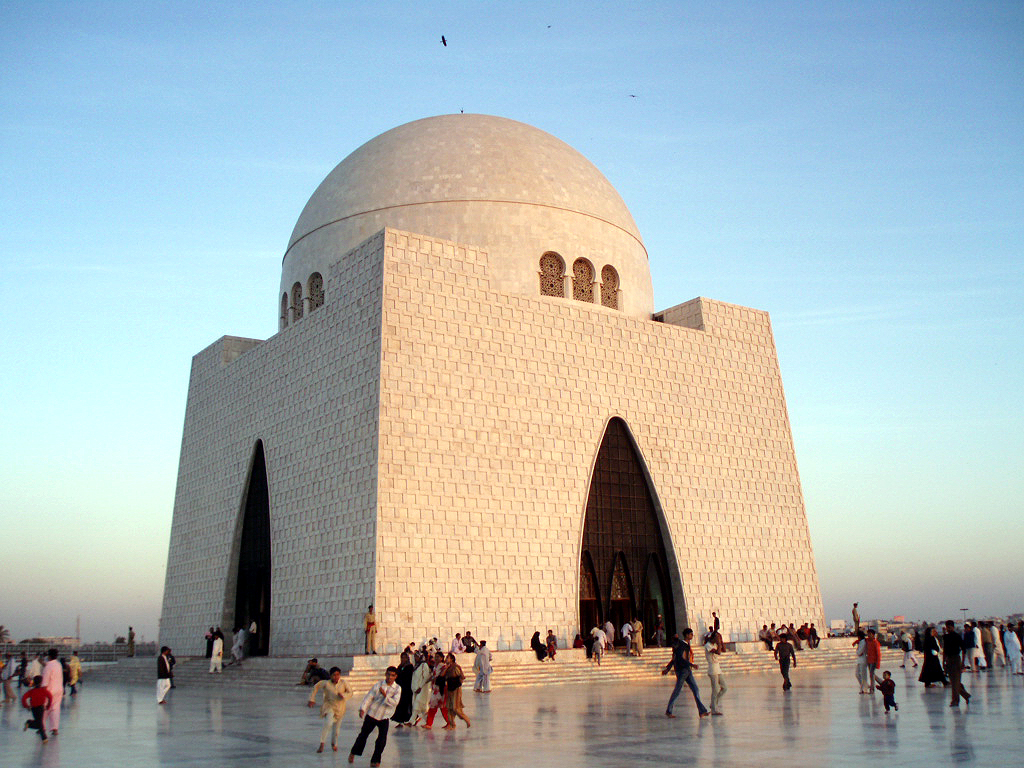
Tumba de Muhammad Ali Jinnah em Karachi.

De acordo com Mohiuddin, "ele foi e continua a ser tão altamente honrado no Paquistão quanto George Washington nos Estados Unidos... O Paquistão deve sua própria existência ao seu impulso, tenacidade e julgamento... A importância de Jinnah na criação do Paquistão foi monumental e imensurável". Stanley Wolpert, dando um discurso em homenagem a Jinnah em 1998, o considerou o maior líder do Paquistão.
Segundo Jaswant Singh, "com a morte de Jinnah, o Paquistão perdeu suas amarras. Na Índia, não chegará facilmente outro Gandhi, nem ao Paquistão, outro Jinnah". Malik escreveu: "Enquanto Jinnah estava vivo, ele poderia persuadir e até mesmo pressionar os líderes regionais para uma maior acomodação mútua, mas depois de sua morte, a falta de consenso sobre a distribuição do poder político e dos recursos econômicos muitas vezes se tornou controversa". De acordo com Mohiuddin, "a morte de Jinnah privou o Paquistão de um líder que poderia ter aumentado a estabilidade e a governação democrática... O caminho pedregoso para a democracia no Paquistão e o  relativamente suave na Índia pode, em certa medida, ser atribuído à tragédia paquistanesa da perda de um líder incorruptível e altamente reverenciado logo após a independência".

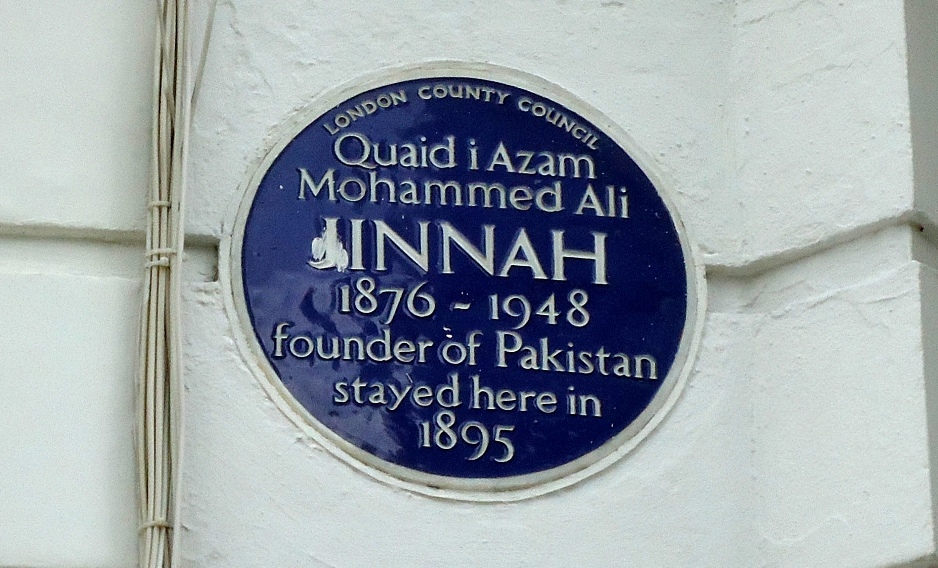
Placa Azul de Londres dedicada a Jinnah.

Seu aniversário é observado como um feriado nacional, o dia Quaid-e-Azam, no Paquistão. Jinnah obteve o título Quaid-e-Azam (que significa "Grande Líder"). Seu outro título é Baba-i-Qaum ("Pai da Nação"). O primeiro título foi dado a ele inicialmente por Mian Ferozuddin Ahmed. Tornou-se um título oficial por efeito de uma resolução aprovada em 11 de agosto de 1947 por Liaquat Ali Khan na Assembleia Constituinte do Paquistão. Existem algumas fontes que defendem que Gandhi lhe deu esse título.
Os prêmios civis do Paquistão incluem uma 'Ordem de Quaid-i-Azam'.  A Sociedade Jinnah também confere o 'Prêmio Jinnah' anualmente a uma pessoa que presta serviços notáveis e meritórios ao Paquistão e seu povo. Jinnah é retratado nas rupias paquistanesas, e é o homónimo de muitas instituições públicas paquistanesas. O antigo Aeroporto Internacional Quaid-i-Azam em Karachi, agora chamado de Aeroporto Internacional Jinnah, é o mais movimentado do país. Uma das maiores ruas de Ankara, Cinnah Caddesi, tem o seu nome, assim como a via expressa Mohammad Ali Jenah em Teerã, no Irã. O governo realista do Irã também lançou, em 1976,  um selo comemorativo do centenário do nascimento de Jinnah . Em Chicago, uma parte da Avenida Devon foi nomeada "Mohammed Ali Jinnah Way". O Mazar-e-Quaid, o mausoléu de Jinnah, está entre os marcos de Karachi. A "Torre Jinnah" em Guntur, Andhra Pradesh, na Índia, foi construída para homenagear Jinnah.
Há uma quantidade considerável de estudos universitários sobre Jinnah, com origem no Paquistão, mas de acordo com Akbar S. Ahmed, não são muito lidas fora do país e geralmente evitam a mínima crítica a Jinnah; Ahmed constata a pobreza da sua análise histórica e comenta "é a isto que os estudos académicos muçulmanos ficaram reduzidos no fim do século XX"  Muitos  livros publicados sobre Jinnah fora do Paquistão mencionam que ele consumiu bebidas alcoólicas, e comeu carne de porco,  mas isso é omitido nos livros publicados no Paquistão. Ahmed sugere que retratar o consumo de Quaid enfraqueceria a identidade islâmica de Jinnah e, por extensão, a do Paquistão, fortalecendo os pontos de vista dos "chamados seculares"  e das élites urbanas, que na sua maioria bebem.  Dina Wadia, em Nova Iorque,  reagia com irritação a estas histórias de " paquistaneses que só pareciam estar interessados em saber se  Jinnah bebia whisky e comia presunto."    O historiador Ahmed considera  que este aspecto da vida de Jinnah não é uma parte que defina o seu carácter, e anota o facto de que a direita finge que nunca aconteceu, e os liberais exageram a sua importância.
Segundo a historiadora Ayesha Jalal, enquanto há uma tendência para a hagiografia na visão paquistanesa de Jinnah, na Índia ele é visto de forma negativa.  Sharif-ul-Mujahid considera Jinnah "a pessoa mais denegrida na história indiana recente...". Na Índia, muitos o vêem como o demônio que dividiu a terra. Mesmo muitos muçulmanos indianos vêem Jinnah negativamente, culpando-o por seus problemas como minoria na India. Alguns historiadores como Jalal e Hormasji Maneckji Seervai afirmam que Jinnah nunca quis a divisão da Índia — foi o resultado dos líderes do Congresso  não estarem dispostos a compartilhar o poder com a Liga Muçulmana. Eles afirmam que Jinnah só usou a demanda do Paquistão na tentativa de mobilizar apoio para obter direitos políticos significativos para os muçulmanos.

Ao julgar Jinnah, devemos lembrar o que ele enfrentou. Ele tinha contra ele não só a riqueza e a inteligência dos hindus, mas também quase toda a oficialidade britânica, e a maioria dos políticos locais, que cometeu o grande erro de se recusar a levar o Paquistão a sério. Nunca foi a sua posição realmente examinada.

Sir Francis Mudle
Jinnah ganhou a admiração de políticos nacionalistas indianos, como Lal Krishna Advani, cujos comentários elogiando Jinnah causaram um tumulto no Partido do Povo Indiano ( Bharatiya Janata Party, BJP). O livro do político indiano Jaswant Singh, Jinnah: India, Partition, Independence (2009) causou controvérsia na Índia. O livro foi baseado na ideologia de Jinnah e alegou que o desejo de Nehru de um centro poderoso levou à Partição. Após o lançamento  do livro, Singh foi expulso do seu partido, ao qual ele respondeu que o BJP é "tacanho" e tem "pensamentos limitados". 
Jinnah foi a figura central do filme de 1998, Jinnah, realizado por Jamil Dehlavi,  baseado na sua vida  e sua luta pela criação do Paquistão. Christopher Lee, que retratou Jinnah, disse que essa foi a  melhor performance de sua carreira.
O livro de Hector Bolitho de 1954, Jinnah: Creator of Pakistan, levou Fatima Jinnah a lançar um livro, intitulado My Brother (apenas publicado em 1987), dado que pensava que o livro de Bolitho não conseguia expressar os aspectos políticos de Jinnah. Akhtar Balouch, no jornal Dawn, faz saber que várias páginas do livro de Fatima Jinnah foram eliminadas por  Sharif-ul-Mujahid, da Academia Quaid-i-Azam, por serem "contra a ideologia do Paquistão".
A visão de Jinnah no Ocidente foi moldada até certo ponto pelo seu retrato no filme de Richard Attenborough em 1982, Gandhi. O filme foi dedicado a Nehru e Mountbatten e recebeu o apoio considerável da filha de Nehru, a primeira ministra indiana, Indira Gandhi. Ele retrata Jinnah (interpretado por Alyque Padamsee) em uma luz pouco lisonjeira - uma espécie de vilão, carrancudo e misantropo,  parecendo atuar com ciúmes de Gandhi. Padamsee afirmou mais tarde que o seu personagem não era historicamente exacto. Contudo, a  imagem que nos fica de Jinnah, transmitida pelos principais historiadores que se debruçaram sobre a sua figura, como Stanley Wolpert, Hector Bolitho, ou Ayesha Jalal, entre outros, além dos testemunhos daqueles que o conheceram (incluindo adversários políticos, como Nehru) é a de um homem sem dúvida fora do comum, de grande carácter, um pouco arrogante, ciente do seu próprio brilho, íntegro e tolerante - e ainda mais, com espírito de humor. 
Em um artigo do jornal sobre o primeiro governador-geral do Paquistão, o historiador RJ Moore escreveu que Jinnah é universalmente reconhecido como central para a criação do Paquistão. Stanley Wolpert resume o profundo efeito que Jinnah teve no mundo: 
Poucos indivíduos alteram significativamente o curso da história. Menos ainda modificam o mapa do mundo. Dificelmente alguém pode ser creditado com a criação de um estado-nação. Mohammad Ali Jinnah fez todos os três.